# 鈴鹿サーキット
鈴鹿サーキット（すずかサーキット、Suzuka Circuit）は、三重県鈴鹿市にあるレーシングコースを中心としたレジャー施設。レーシングコースの他に遊園地やホテル等があり、モビリティリゾート（自動車を題材とする行楽地）を形成している。
F1日本グランプリや鈴鹿8時間耐久ロードレースなどの主要なレースが開催され、日本モータースポーツの聖地とされる。
日本初の全面舗装と観客席の両方を備えたサーキットとして、1962年に本田技研工業（ホンダ）によって建設された。現在はホンダ傘下のホンダモビリティランドによって運営されている。

## 開設
1950年代末より日本の二輪メーカーはマン島TTレースへの海外挑戦を始めたが、日本初の常設サーキットとして1936年にオープンした多摩川スピードウェイの1950年代末の廃止後、国内の常設サーキットは未舗装の浅間高原自動車テストコースしかなく、代替コース建設案も進展しなかった。ホンダ創業者で、多摩川スピードウェイで行われた第1回大会にも参戦した本田宗一郎は、レースの勝利とモータースポーツの普及のためには本格的なサーキットが必要であると確信し、自社で建設するよう命令を下した。
巨額の投資を危ぶむ声もあったが、藤沢武夫専務が自宅を抵当に入れるなどして推進に向けての意見をまとめ、社内にレース場建設委員会が発足した。複数候補地を検討した結果、1960年4月に開設したばかりの鈴鹿製作所の近隣の土地を買収することになった。1958年8月発売のスーパーカブ専用工場・量産工場という前提で開設された鈴鹿製作所だったが、その後を見越して四輪車生産ラインの導入を織り込んだレイアウトが採用されていた。ホンダはスーパーカブ発売の翌月には四輪車開発に着手しており、サーキットの建設時期は同社の四輪進出表明やプロトタイプ・S360の登場と時期を同じくする。
サーキットの建設予定地は現在地よりも北東寄りの水田を転用して1周約4 kmのコースを計画していたが、本田の「米のできる水田を潰したら、目が潰れる! お米を粗末に扱うな!」との一喝で、丘陵地帯の50万坪の松林に造成することになった。
後にホンダランド取締役となる塩崎定夫がコースレイアウト設計グループの責任者となった。塩崎は鈴鹿製作所の生産管理を担当していたが、サーキット設計に関しては全くの素人だった。1960年8月に最初のコースレイアウト原案を作成したが、この初期案は立体交差が3か所あるという特異なレイアウトだった。その後、ヨーロッパのサーキットを視察し、ザンドフールト・サーキットの支配人を務めており、なおかつモンツァ、ブランズ・ハッチ、ホッケンハイムリンク、ニュルブルクリンクなどからなるサーキット連合体A.I.C.P.を組織運営して取りまとめていたジョン・フーゲンホルツ (John Hugenholtz) を招聘して詳細設計を依頼、施工全体にわたる助言を受けた。
河島喜好は「ヨーロッパのコース設計者（フーゲンホルツ）と（鈴鹿の）山の中を長靴をはいてマムシにおびえながら歩いた」「タイヤの片方だけが減ってしまうのを防ぐために（フーゲンホルツから）立体交差をつくって8の字にすればタイヤの両サイドが削れるようになる」と立体交差を設計提案されたことを証言している。塩崎案ではパドックの裏手にヘアピンがあったが、「その場所にヘアピンコーナーがあると、メインスタンドへの排気音が大きくて場内放送が聴き取れないだろう」というフーゲンホルツの助言を受けて廃止された。
塩崎は地形の模型上にコースの線を引く際、土木工事よりも施設建設に費用を充てるため、なるべく土砂を削らないで済むよう心がけたという。1稿から5稿に推移するうちに次第に高速サーキットの様相を呈していき、最終的には「行きはテクニカルにコーナーをクリアして帰りは高速で戻る」というレイアウトになった。欧州視察時にはサーキットの舗装を靴べらで削って持ち帰り、舗装工事を受注した日本鋪道KK（現NIPPO）にサンプルとして提供した。その際、さらに施工会社が容易に特殊なサーキット舗装の構造を理解できるように、フーゲンホルツは各地サーキットの走行路の路面の舗装を茶筒状にくりぬいた供試体（サンプルコーン）を調査団に提供した。当時のA.I.C.P.加盟サーキットの舗装路面の転圧、幾層もの舗装の積み重ねかたなどの最先端技術をこの供試体によって日本へと持ち帰ることができた。当時の日本ではまだ高速道路が整備されておらず、塩崎は日本にはまだ高速道路がありませんでした〔略〕から、道路公団が調べに来ました。サーキットを参考にして高速道路を作ったようなものですと述べている。
1961年2月、ホンダの全額出資により運営母体となるモータースポーツランド（現ホンダモビリティランド）が設立され、同年6月にサーキット建設に着手した。ホンダは1962年1月に四輪進出を正式に表明すると、同年6月に建設工事中の鈴鹿サーキットにプロトタイプ・S360を登場させた。同年9月に鈴鹿サーキットが完成し、11月3日 - 4日にかけてオープニングレースとして第1回全日本ロードレース選手権が開催された。付帯施設を含む総工費は15億円（現代に換算すると255億円）に達した。
当時はオートバイで騒音を撒き散らすカミナリ族が社会問題化していた。藤沢は「子供のころからエンジンを楽しむことこそが、未来の自動車環境の発展に寄与する」という理念の持ち主で、当初からサーキットに家族連れで楽しめる自動車遊園地を併設することを考えていた。この「モータースポーツランド構想」の下、東京都の多摩テック（1961年 - 2009年）、奈良県の生駒テック（1961年 - 1965年）、鈴鹿サーキットのモートピア（1963年 - ）、埼玉県の朝霞テック（1964年 - 1973年）が順次開園した。
開業60周年を迎える2022年、3月1日にモビリティランドは社名を『ホンダモビリティランド』に変更するとともに、鈴鹿サーキットは30年ぶりにロゴマークを変更した。また、モートピアは『鈴鹿サーキットパーク』に変更された。

## レーシングコース

### コースレイアウト
コースは東西に細長く、中間部分の立体交差を挟んで右回りと左回りが入れ替わる、世界的にも珍しい8の字形のレイアウトとなっている。コース全長は4輪で5.807 km、2輪で5.821 km。これは日本のサーキットの中でも最長である。コース幅は10 - 14 m。コーナー数は20。最大高低差は52 m。世界の多くのサーキットと比べ摩擦係数の高いアスファルト舗装である。
なお自転車のロードレースなどで使用される場合は、安全性への配慮（詳細は最終コーナーの解説を参照）などの理由で、逆回りで走行する。レーシングカーでは、2023年10月のスーパーフォーミュラ最終戦において佐藤琢磨と中嶋一貴がデモ走行を行った際に、逆走での走行が行われたのがおそらく初であるとされる。
メインストレート
全長800 m。1コーナーに向けて2.8%の下り勾配となっており、グランドスタンドやピットには区画ごとに段差が付けられている。下り坂のため、スタート時にブレーキを離すと車が動き出してしまい、フライングを犯しやすい。低燃費競技のHonda エコ マイレッジ チャレンジではノーアクセル・ノーブレーキによる最高速区間であり、直前の最終コーナーの急な下りから次の1＆2コーナーまでを効率良くつなげることが要点となる。自転車でのイベントでは逆走のため上り坂になる。
1コーナー、2コーナー
ホームストレートから最初に差し掛かる2連続右コーナー。スピードに乗ったまま100Rの1コーナーを通過し、中間区間で減速して60Rの2コーナーを回り込む。
S字コーナー、逆バンクコーナー
左・右・左・右と矢継ぎ早に中速コーナーが連続するセクション。リズミカルかつ正確に車両操作を行わないとラップタイムに大きく影響するため、「S字を制する者が鈴鹿を制す」と言われる。雨天時には路面に川が出来る箇所があり、姿勢を乱しやすい。2024年3月9日からエナジードリンクメーカー（ブランド）の「ASURA(アスラ)」がネーミングライツ契約を締結し『ASURA S字コーナー』と名付けられた。
最後の右カーブは路面にカント（傾斜）が付いていないため、走っているとアウト側へ傾いているように錯覚してしまうので「逆バンク」と呼ばれる。
ターン7
大きな横Gがかかる左の高速ロングコーナー。コース中最もきつい7.8%の上り勾配となっている。1987年夏まではこの個所のコース上空にダンロップのタイヤの形をしたゲート看板（ダンロップブリッジ）が架かっていたことから『ダンロップコーナー』と呼ばれていた。巨大なタイヤの形のブリッジは無くなってもダンロップは継続して広告は出していたが、その後ダンロップが撤退したため、2023年3月時点では「ターン7」と表記されていた。2023年6月1日、ネーミングライツパートナー契約を、NIPPOと締結したと発表。ターン7が『NIPPOコーナー』という名称となる。
デグナーカーブ
短い直線を挟んだ2連続の角張った右コーナー。それぞれデグナー1、デグナー2と呼ばれ、デグナー1は旋回角こそ少ないが、曲率は15Rでシケイン2つに次ぐ急カーブである。1962年11月4日に行われた開業イベント「第1回全日本選手権ロードレース」のレース中に、このコーナーで転倒したドイツ人ライダー、エルンスト・デグナーの名が付けられた。デグナー2の出口で立体交差により西ストレート終端付近をアンダーパスし、コースが左回りに変わる。
110R、ヘアピン
上り坂の右110Rから急減速して、コース中で最もスピードが落ちる左ヘアピンを回り込む。このヘアピンは左回り区間の最初の左コーナーで、2020年4月1日から日信工業(現 日立Astemo)がネーミングライツ契約を締結し『NISSINブレーキヘアピン』と名付けられた。
200R、250R（通称：マッチャン）
下りの緩やかな右カーブが続く区間。元ホンダ社員でRSC契約選手の松永喬（愛称:マッチャン）が1969年8月10日の12時間耐久レースで死亡事故を起こした場所。事故の起きた場所を指すなら出口側の250Rのこととなるが、通称としてはヘアピン立ち上がりから200R、250Rをまとめて指して使われる事が多い。
200Rシケイン（2輪専用）
2輪レースでは200Rの内側に設置された「200Rシケイン」を使用する。2018年4月12日から2022年4月8日まで武蔵精密工業がネーミングライツ契約を締結し『MuSASHiシケイン』と名付けられていた。
スプーンカーブ
コース西端の折り返しとなる左複合コーナー。名称はコーナーの形が食器のスプーンに似ていることから。60Rから200Rまで5つコーナーが含まれ、ライン取りの自由度が高い。出口は下りで、続く西ストレートに向けて上りとなる。
西ストレート
コース最長の1,200 mの、ほぼ直線（前半部分が少し左に曲がっている）。立体交差を渡る手前付近が最高速の計測地点となり、次の130Rに向けた緩減速に入りながら立体交差でデグナー出口付近をオーバーパスする。2022年3月に開催された鈴鹿2＆4レースからタイトルスポンサーの日本特殊陶業がネーミングライツ契約を締結し、レース期間中のみ『NGKスパークプラグ 西ストレート』と呼称される。
130R
西ストレートからわずかに減速して飛び込む左の超高速コーナー。度胸試しの名物コーナーとして知られる。当初は名称の通り曲率半径が130Rのカーブであった。2003年の改修後は85Rと340Rの複合コーナーになり、以前よりもやや難易度が下がった。
シケイン
130R通過後のスピードに乗った状態から急減速する右・左のシケイン。1983年に新設された。設置当初にカシオの広告看板があったこと、コース形状から、『カシオ・トライアングル』という名称が付けられていた。2014年3月1日からは日立オートモティブシステムズがパートナー契約を結んで命名権を取得、名称も『日立オートモティブシステムズシケイン」となり、後に社名変更に伴い2021年3月30日から『日立Astemoシケイン』に名称変更された。
ブレーキング勝負の仕掛け所であり、1989年F1日本GPにおけるセナ・プロストの接触など、数々のドラマが演じられた。2003年の改修で2輪用・4輪用それぞれのシケインが設けられた。
最終コーナー
メインストレートに向けて加速する緩い右コーナー。ダンロップコーナーとは逆に、急な下り坂となっている。このコースを自転車レースに使う場合には逆回りとするのは、順回りではこの下りで加速が付きすぎて、フィニッシュラインを超えて減速した選手にブレーキが間に合わず突っ込んで集団落車という事故が起こったためである。
レースイベントによっては、東西に分けたショートコースで使用する場合もある。
東コース
ダンロップコーナーから最終コーナーに抜ける東ショートカットを使用した全長2.243 kmのコース。レースやスポーツ走行のない時間帯にアトラクション「Circuit Challenger」で1周することができる。
なお過去には、ダンロップコーナーの先で右に曲がり130Rとシケインの中間地点に出る「東スペシャルコース」（全長2.746 km）がフォーミュラ・ニッポンで使用されたことがある。
西コース
シケイン手前からダンロップコーナー立ち上がりへ抜ける西ストレート途中にあるピットを使用した全長3.475 km（2輪：3.483 km）のコース。
南コース
西ストレートの南側に、主にジムカーナやカートレースが開催される全長1.264 kmのコースがある。駐車場だった場所に1989年に作られ、現在も大きなレースが開催される時は駐車場として使用される。

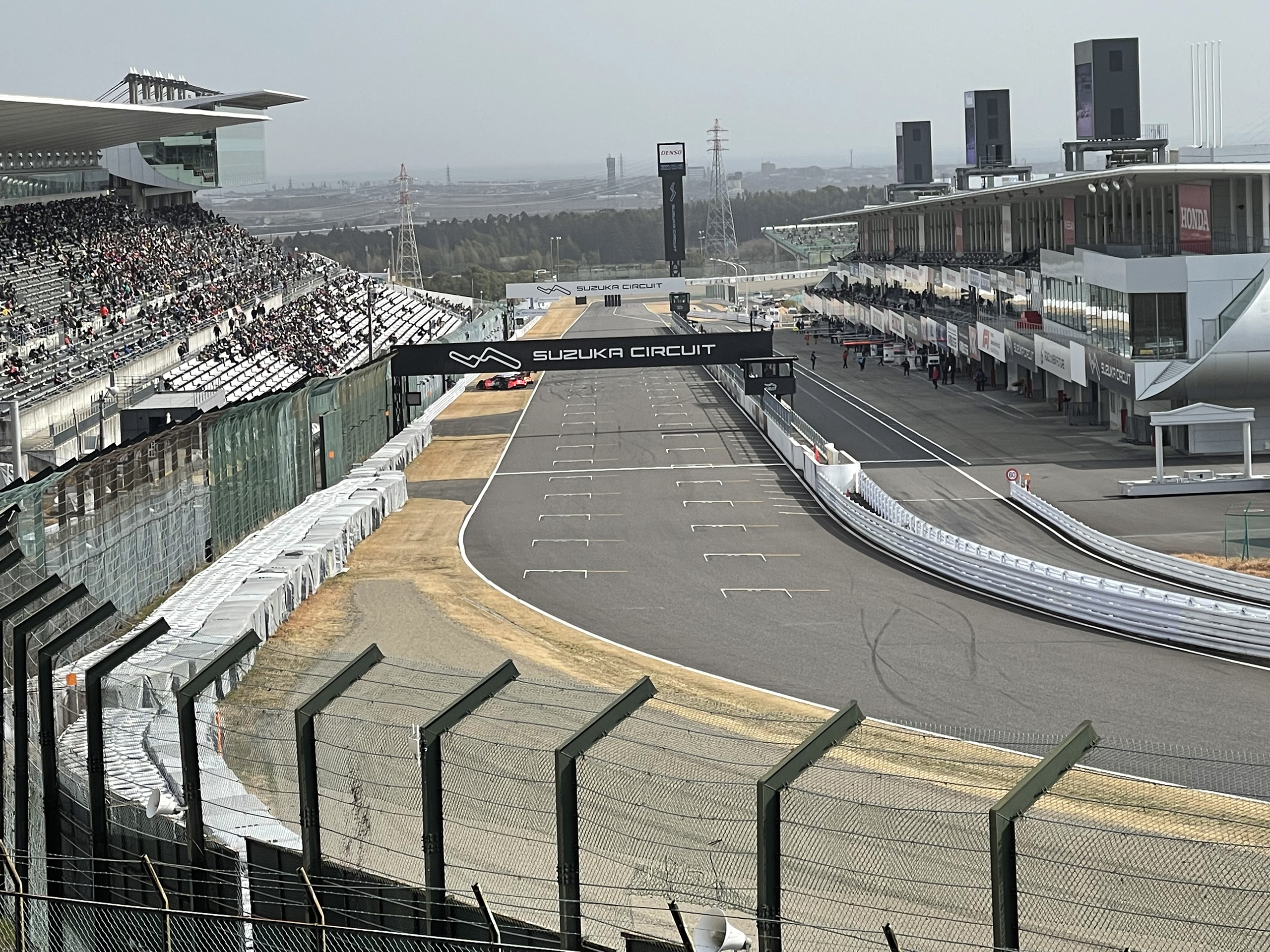
メインストレート
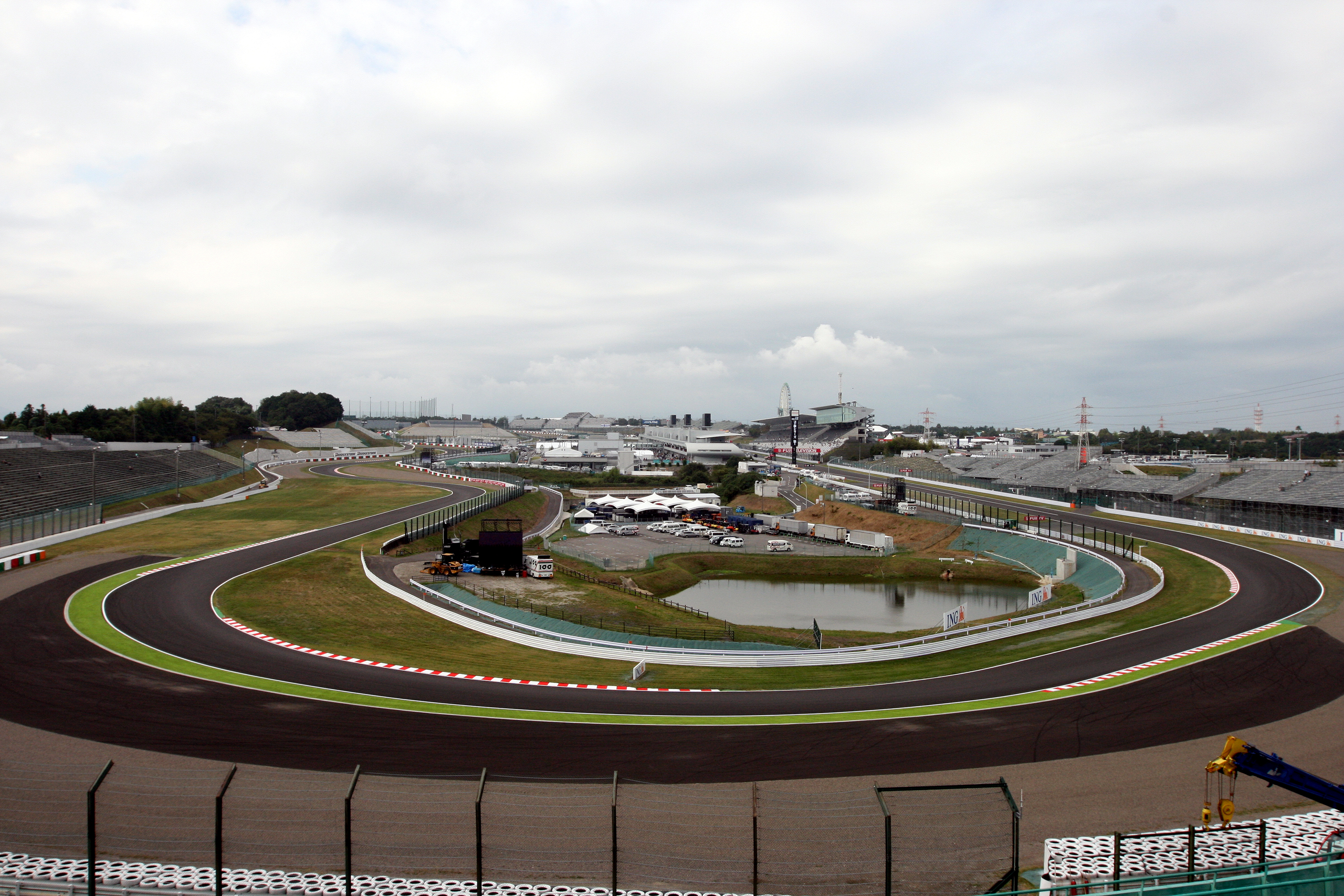
2コーナー
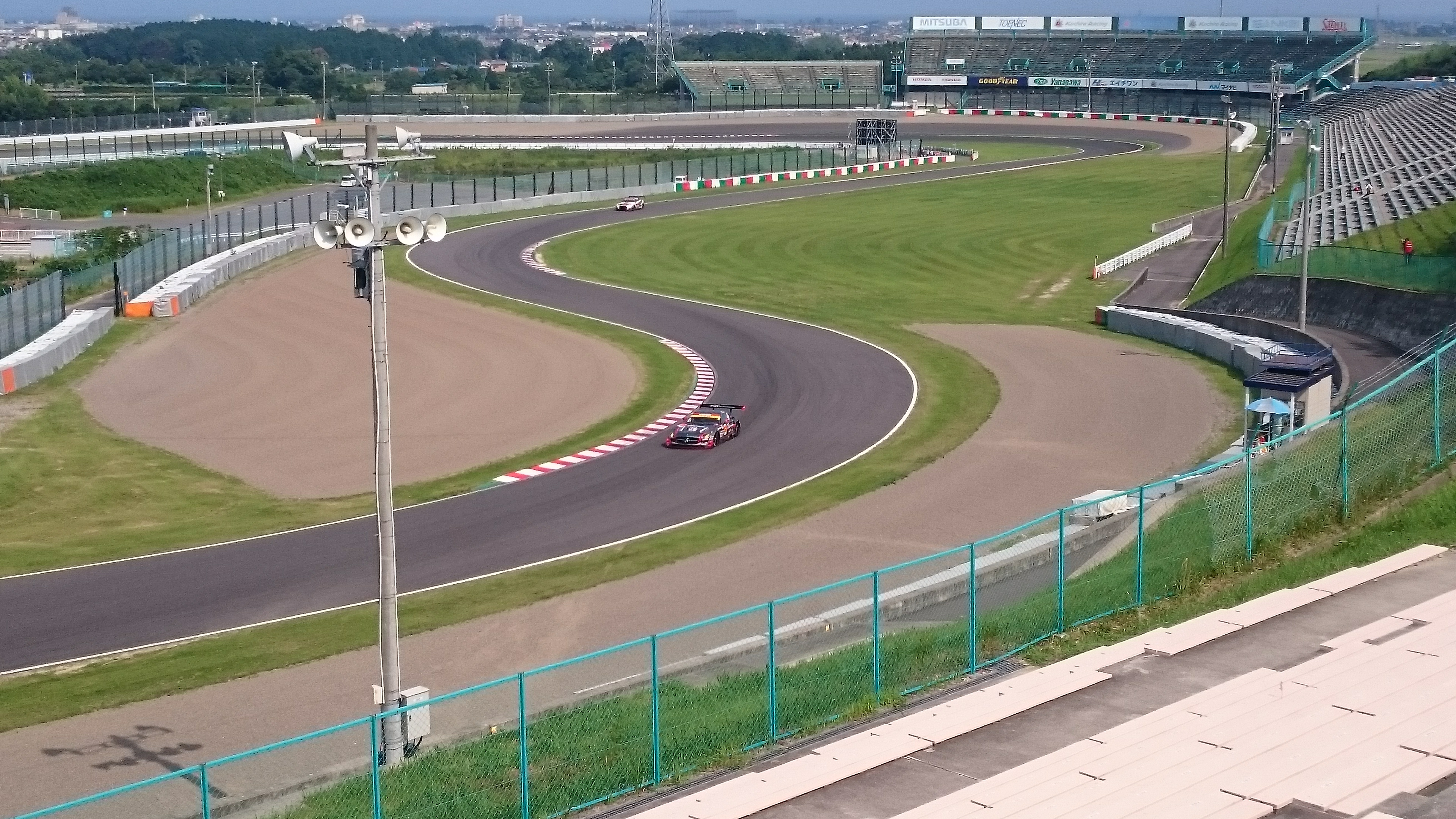
S字コーナー
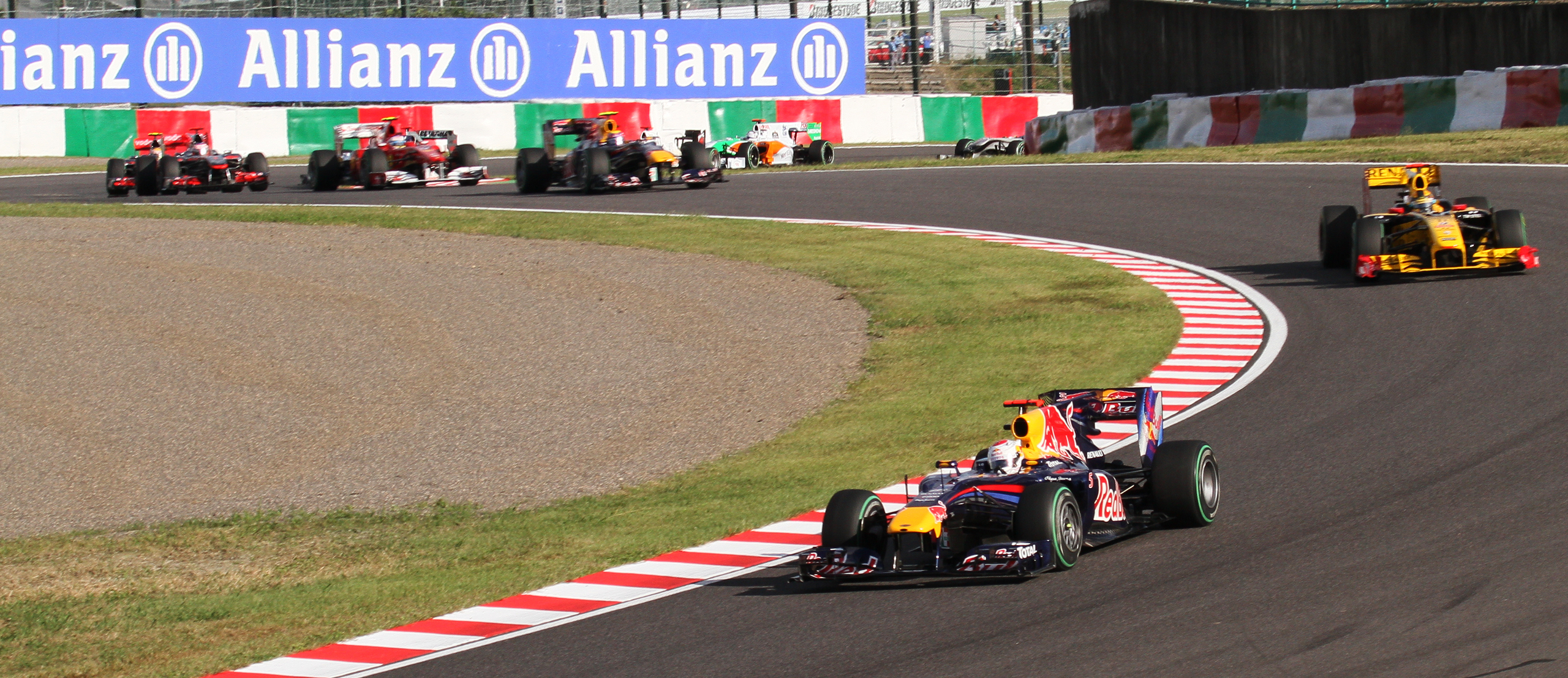
逆バンク
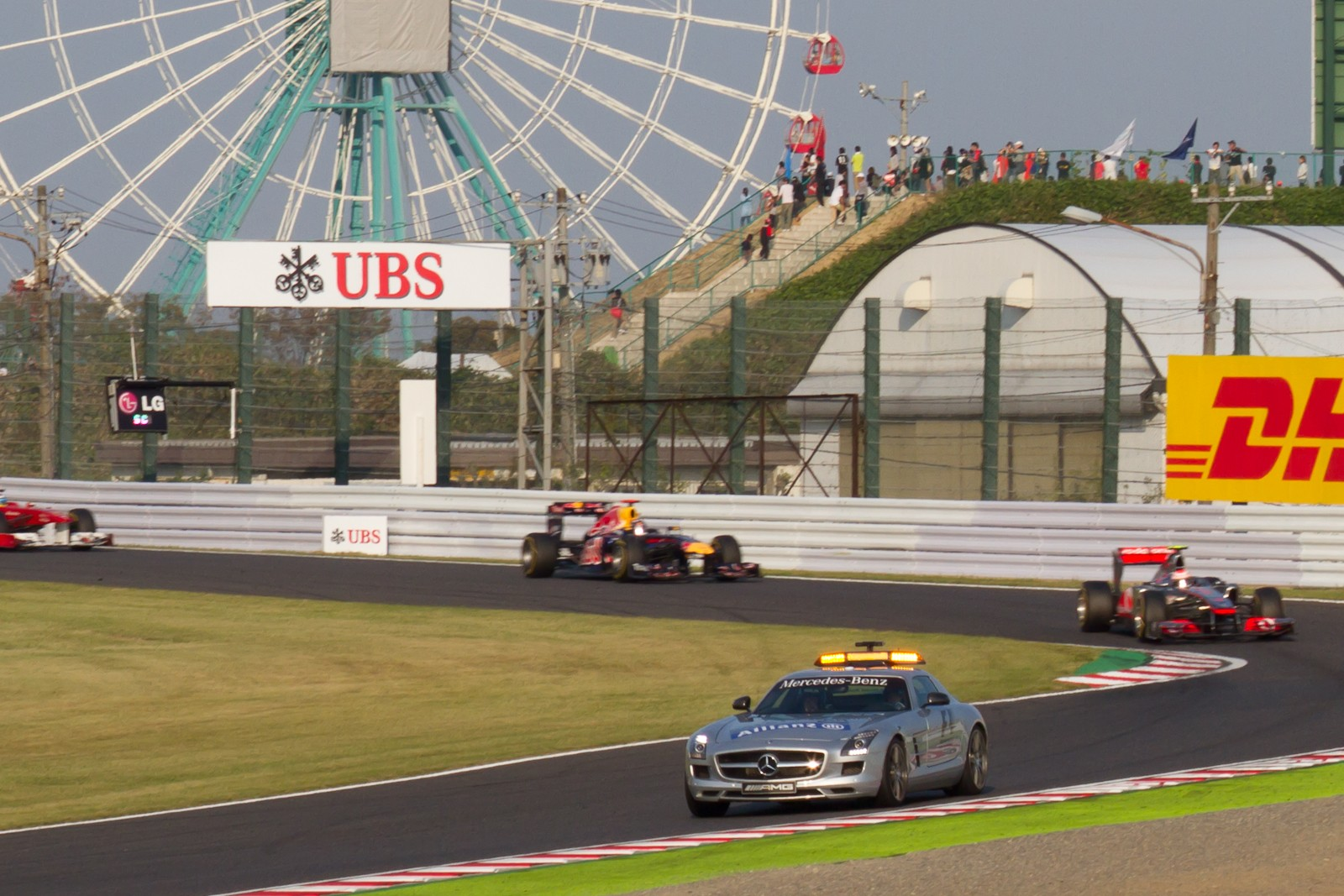
デグナーカーブ入口（デグナー1）
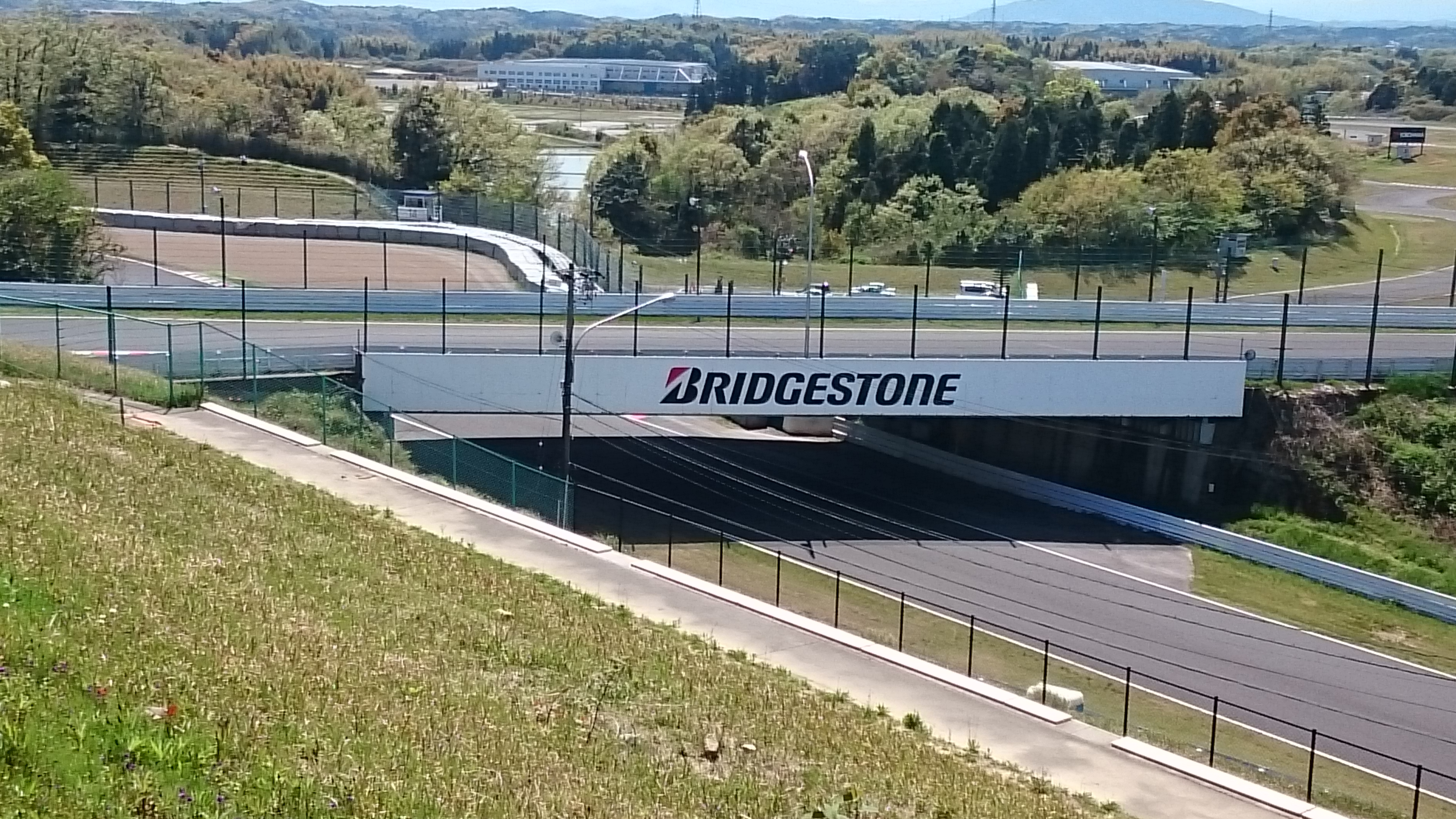
立体交差
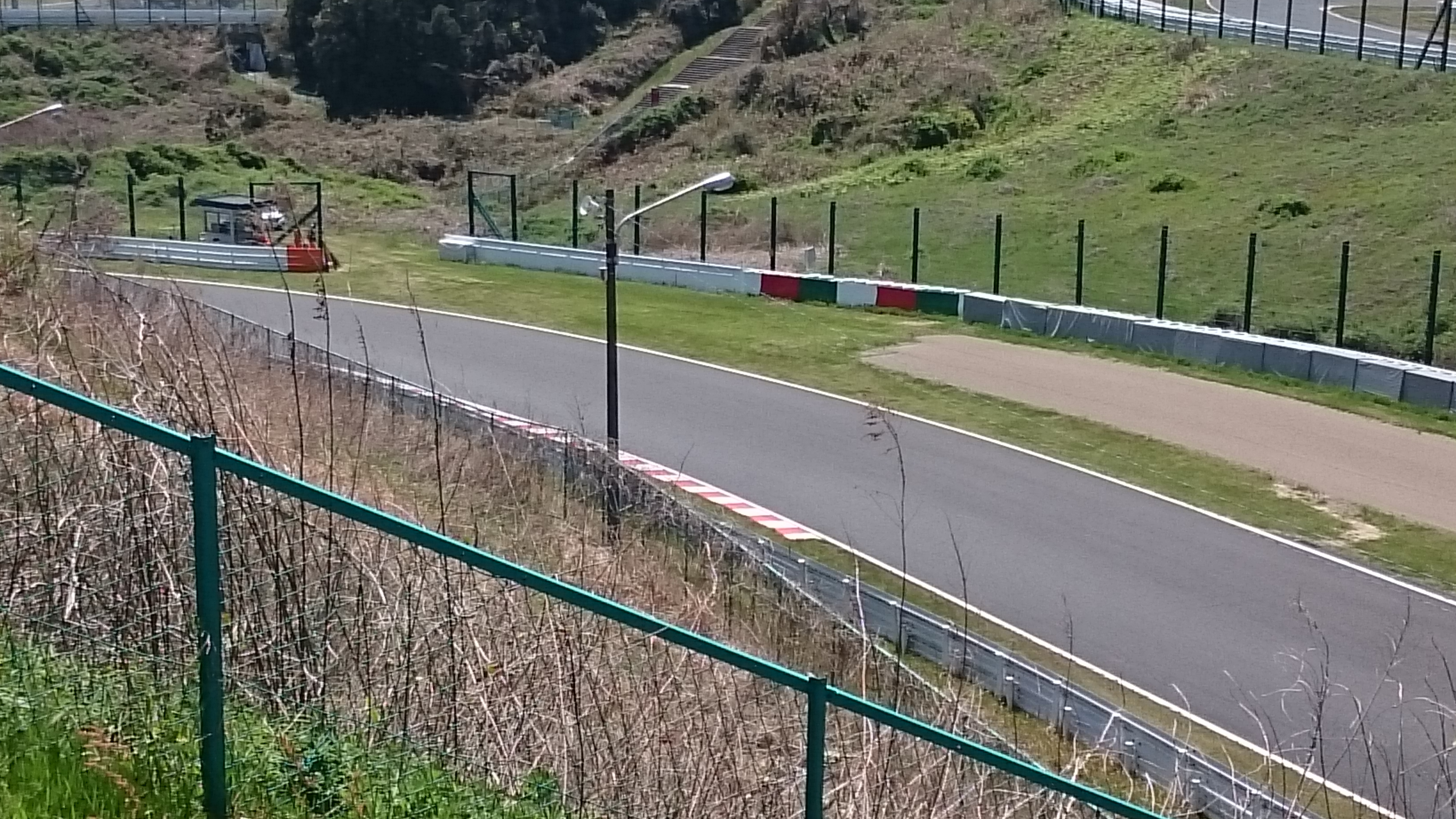
110R
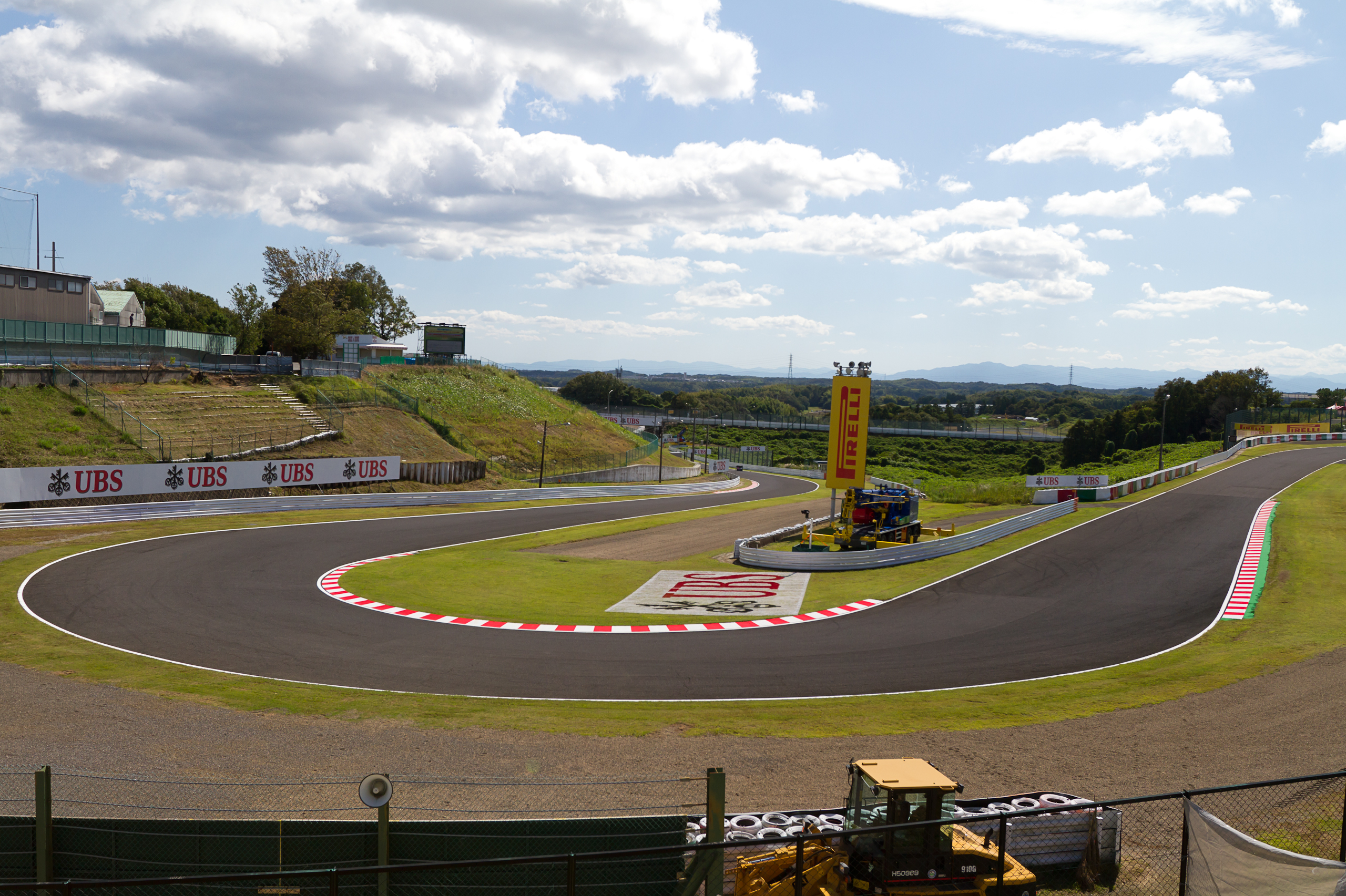
NISSINブレーキヘアピン
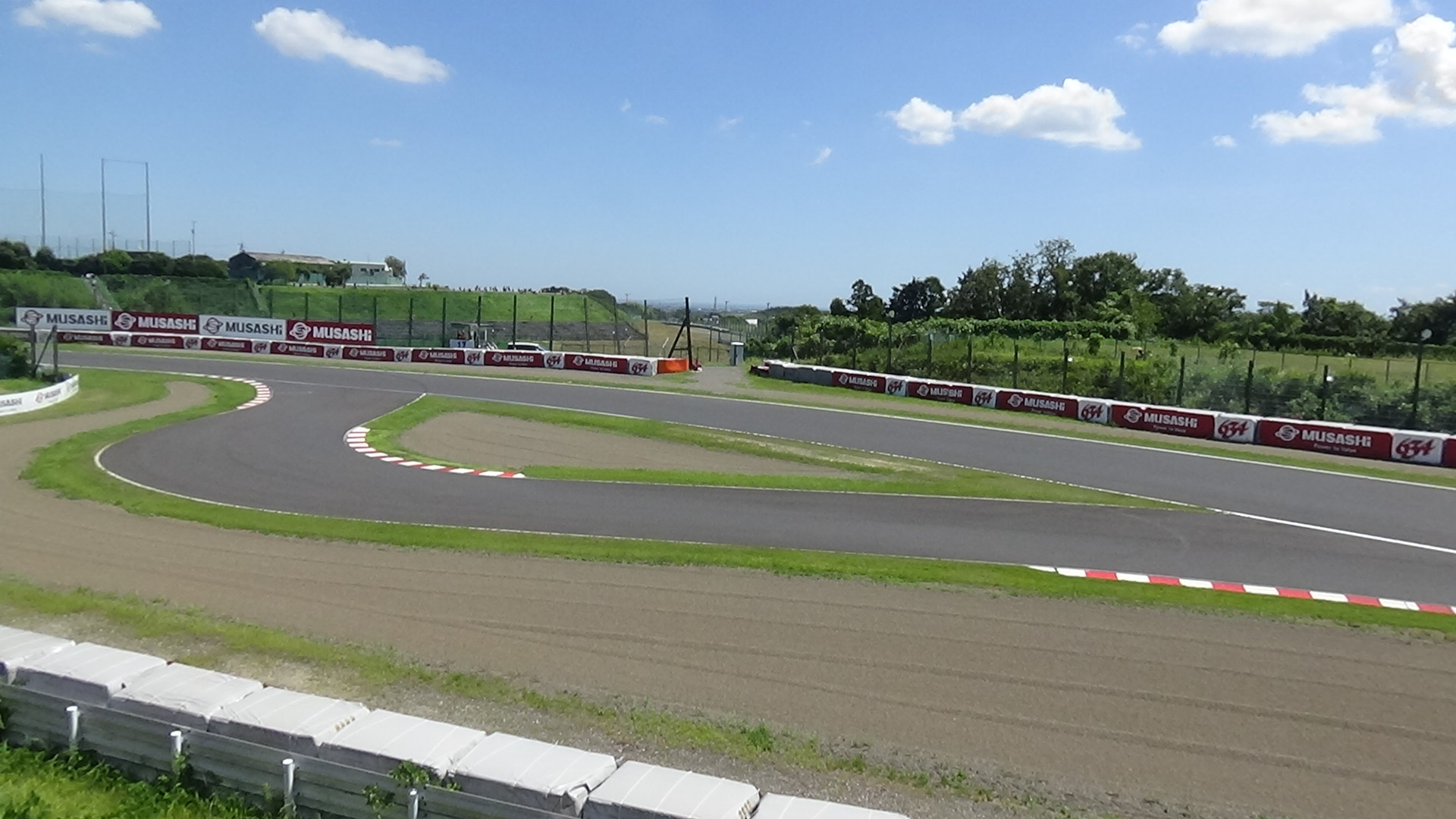
200Rシケイン（2輪専用）
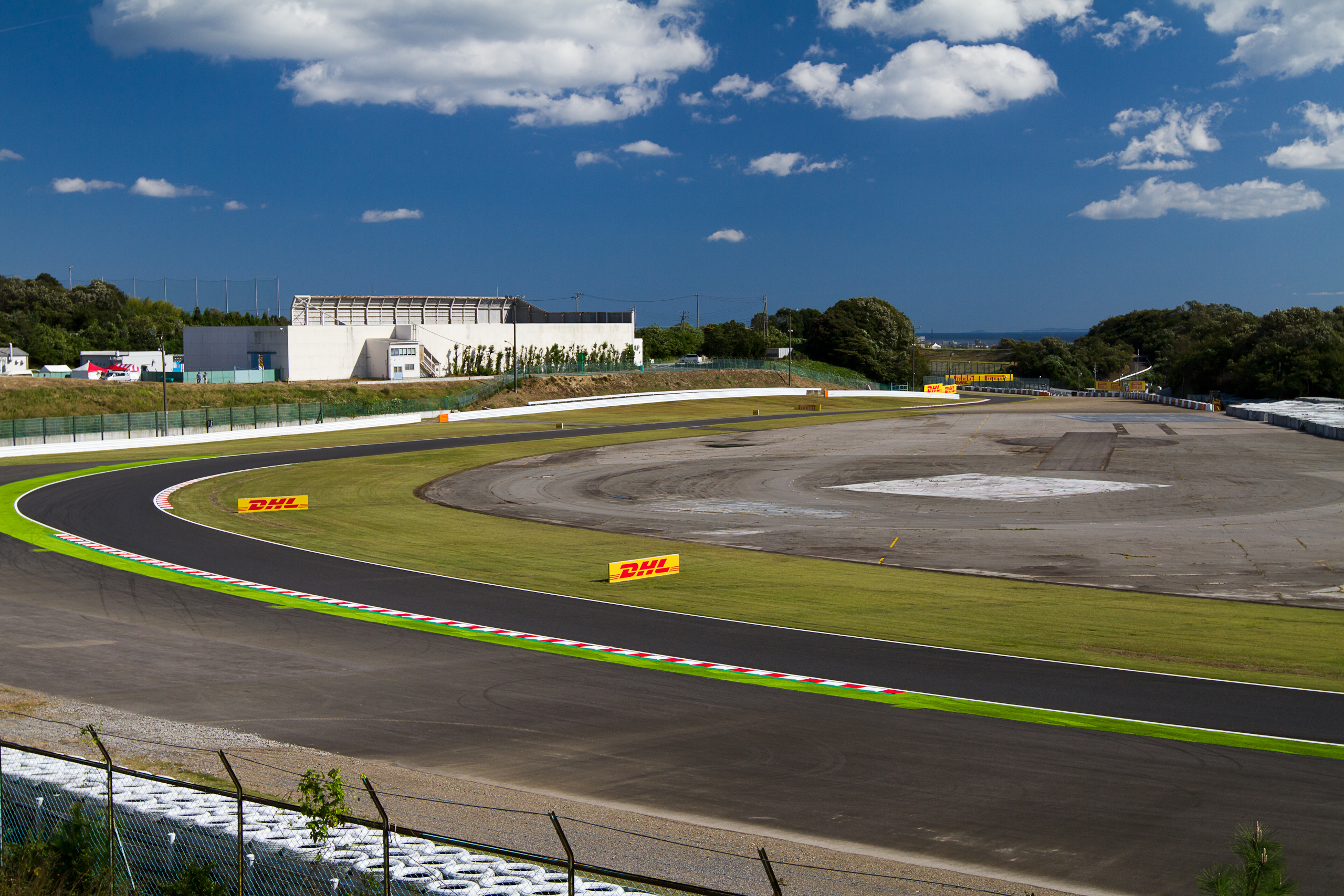
スプーンカーブ
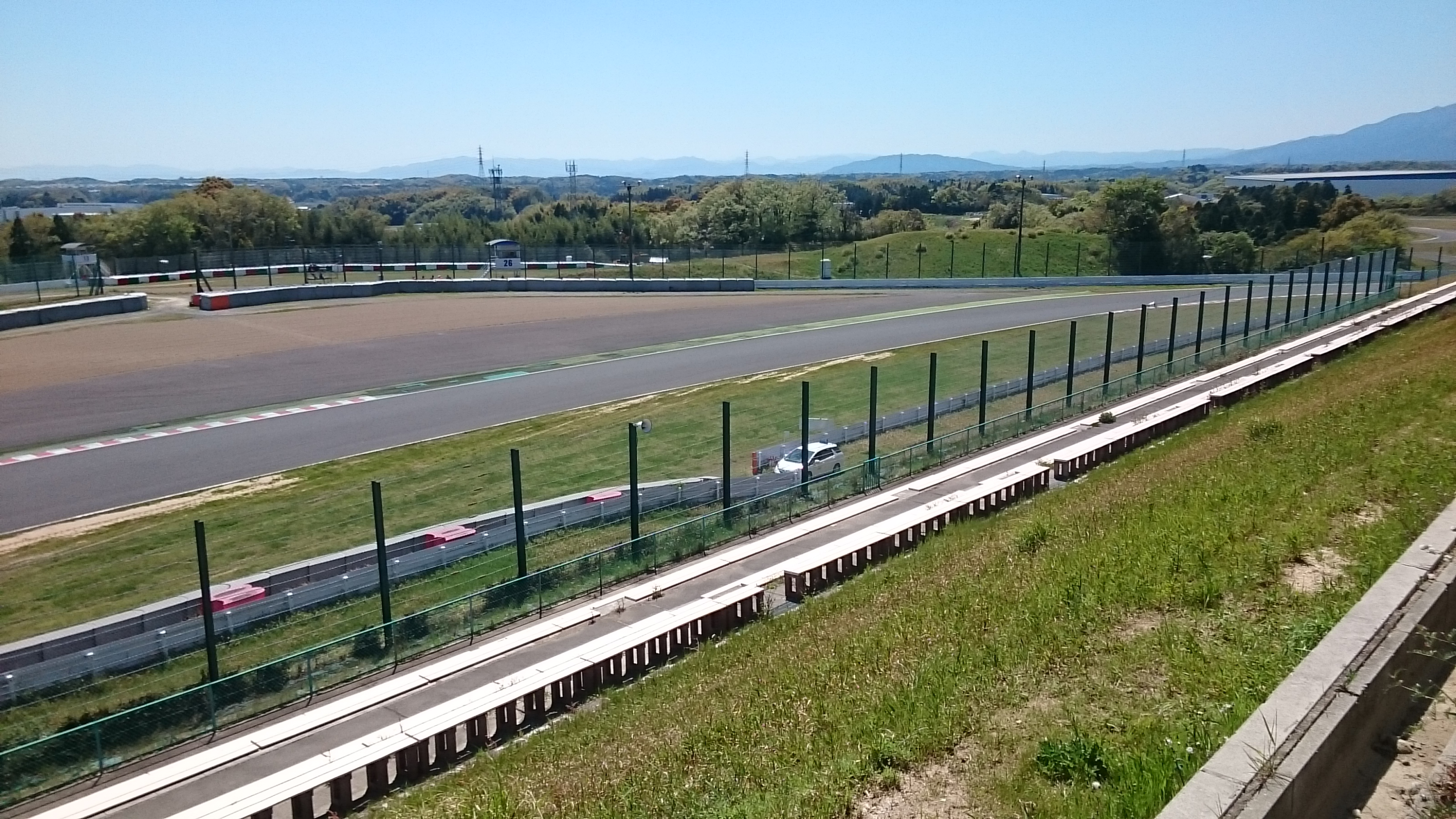
130R
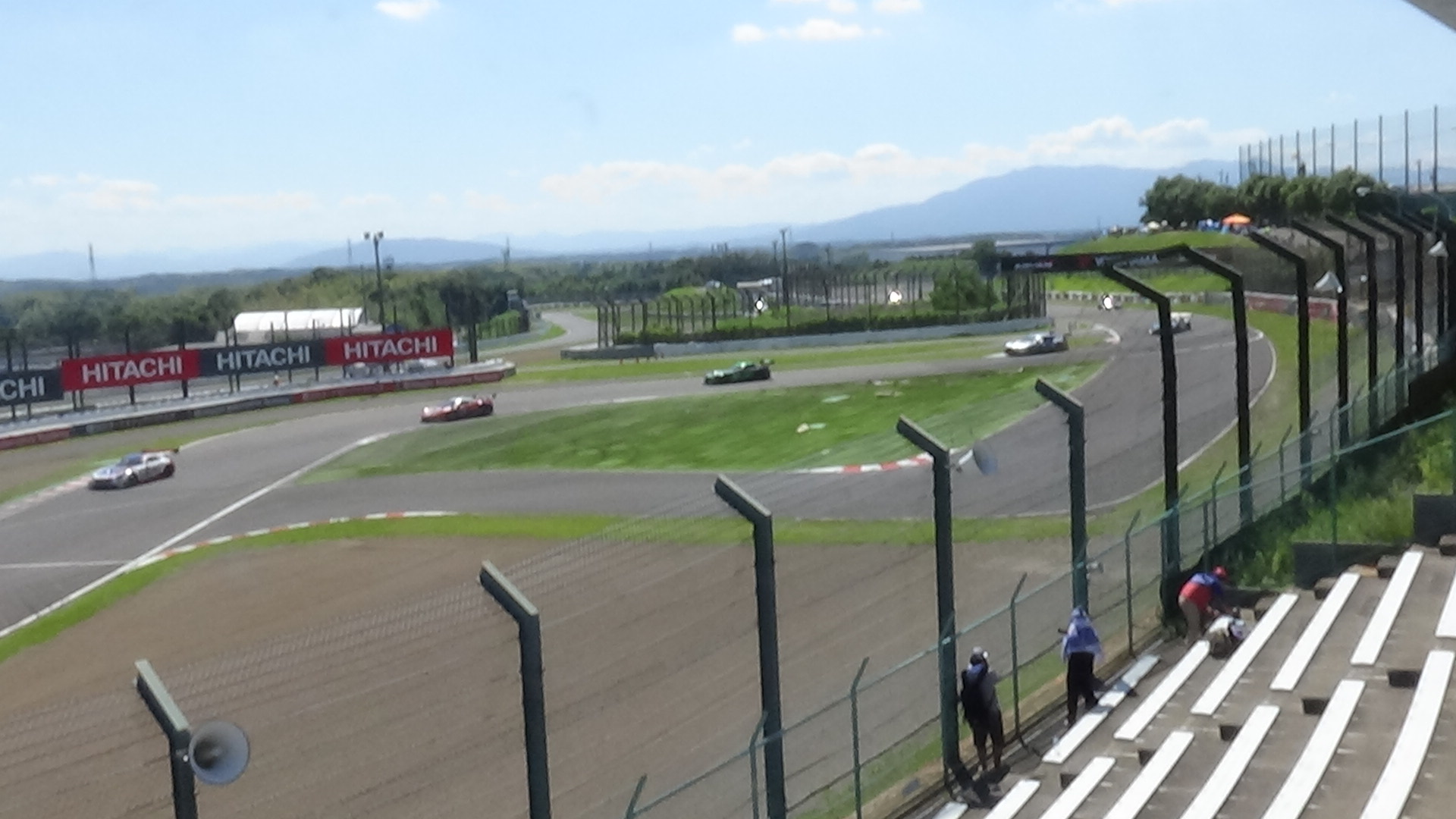
日立Astemoシケイン（画像手前が2輪用、奥が4輪用）
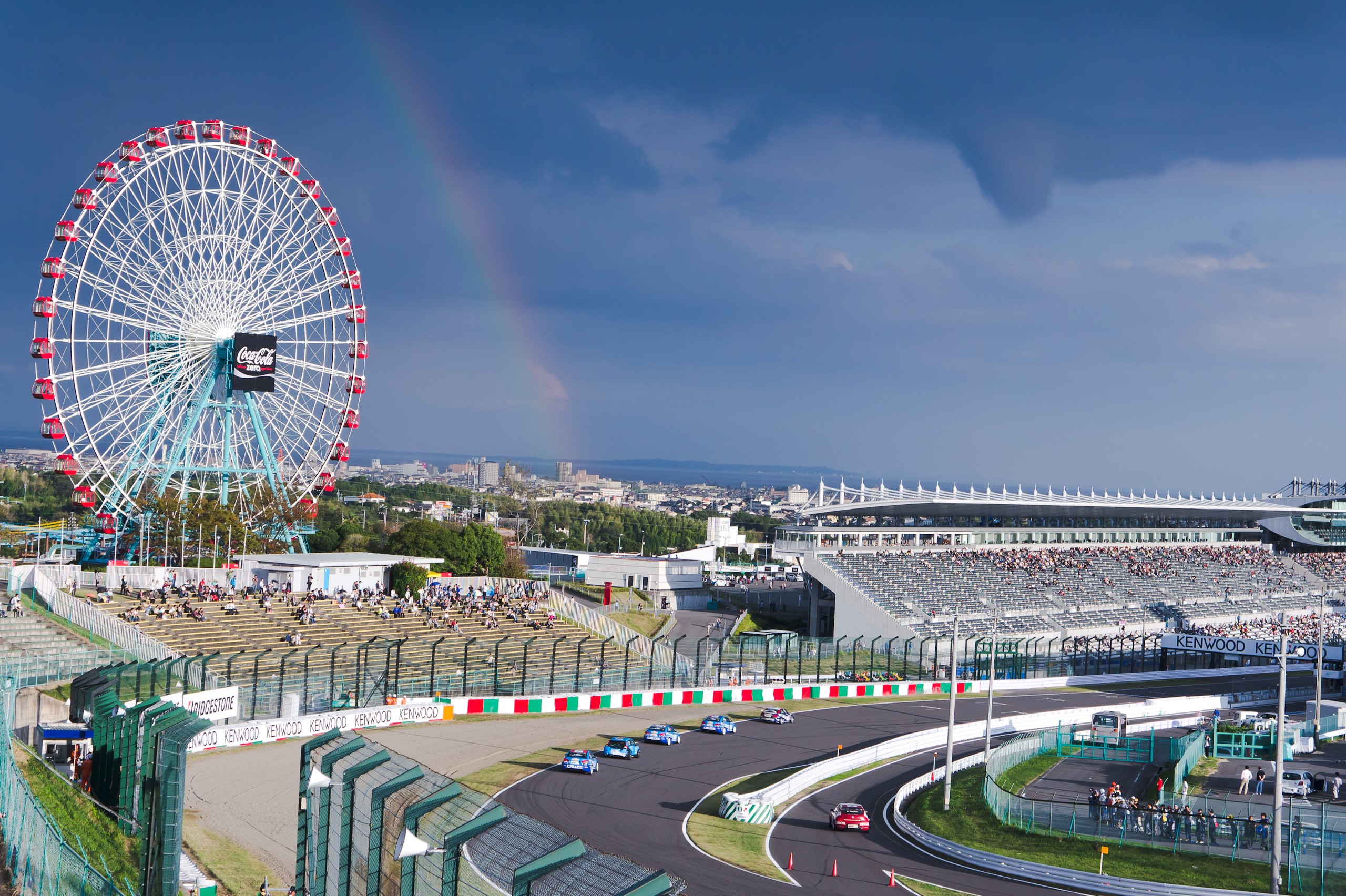
最終コーナー
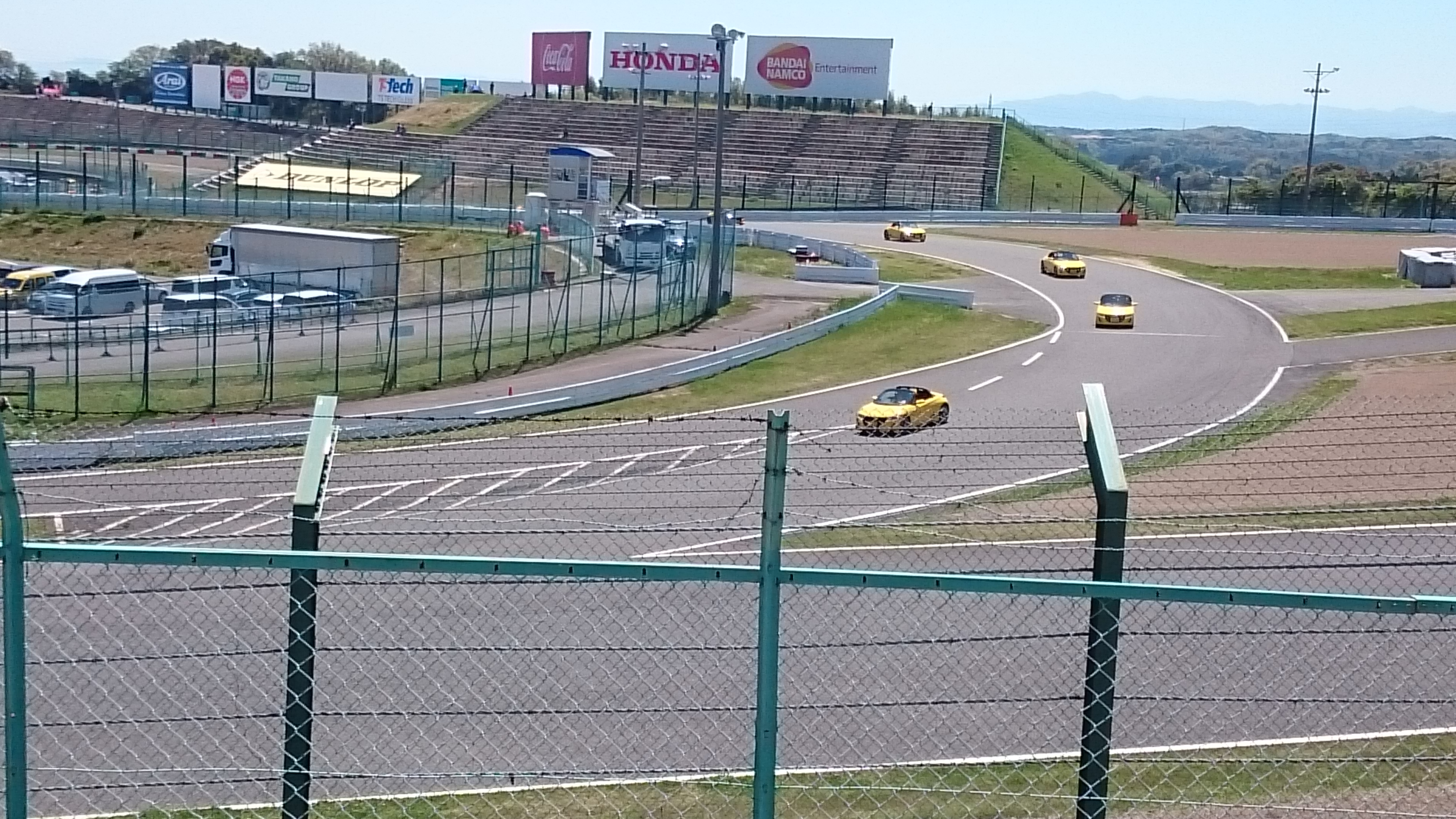
東ショートカット
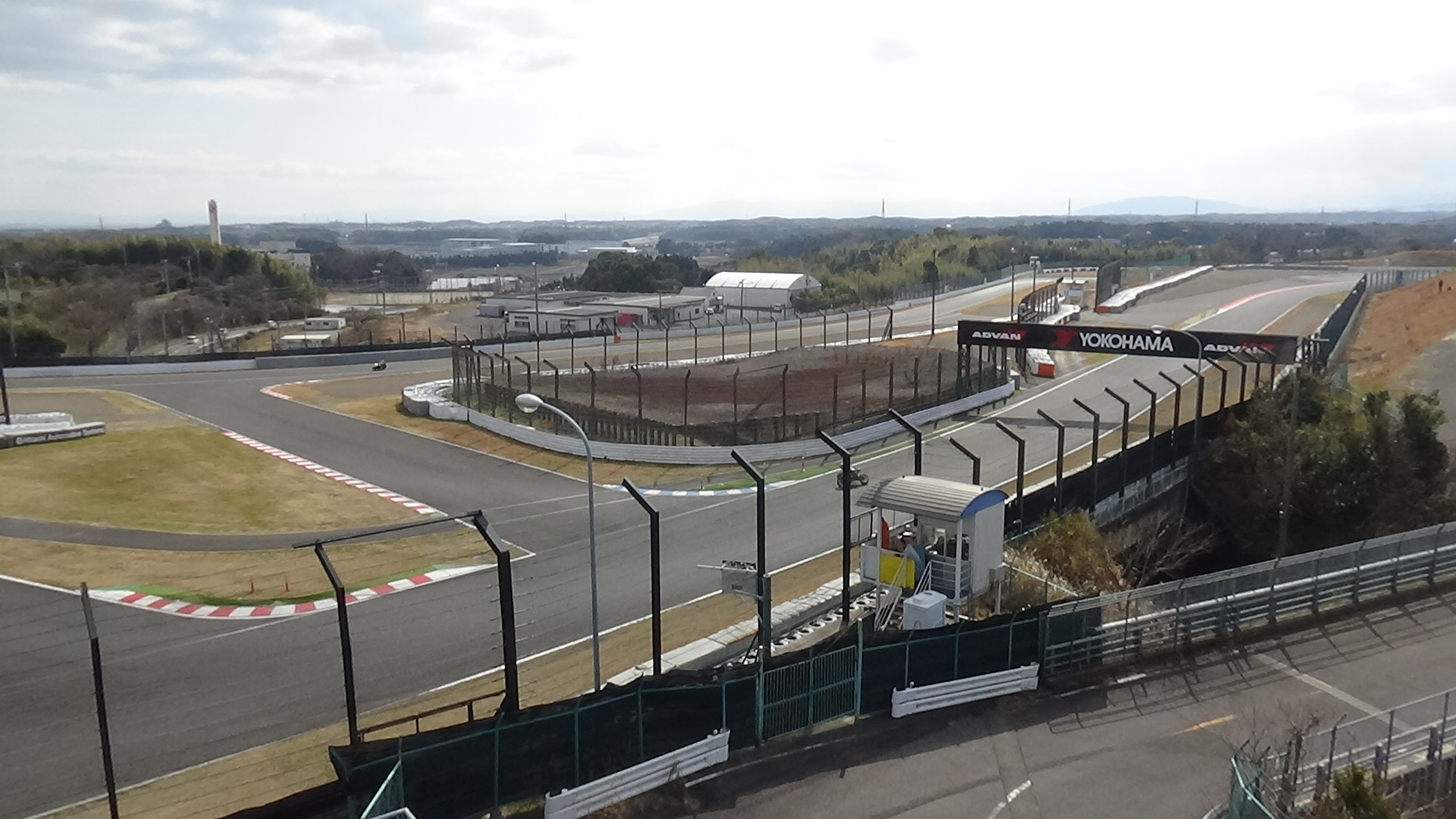
西ショートカット
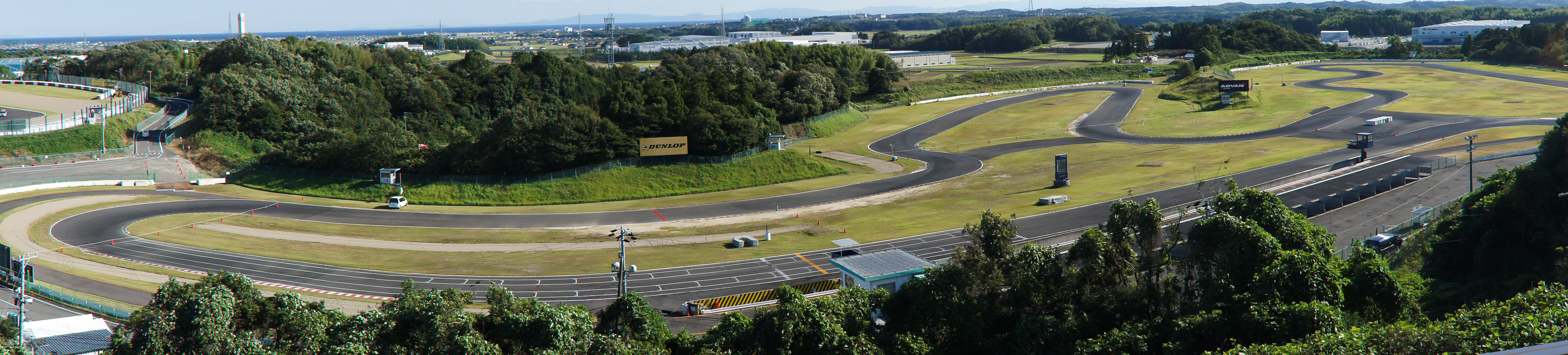
南コース

### 特徴

#### テクニカルサーキット
土地の高低差と低速〜高速コーナーのバランスが上手く配合されており、難易度が高く走り甲斐のあるコースとして評価されている。デビッド・クルサードは「自分がグランプリドライバーであることを本当に実感できるすごいコースだ」と語り、2009年のF1日本GPで優勝したセバスチャン・ベッテルは「神の手で作られたサーキットじゃないかと思う」と賞賛した。ジェンソン・バトン、ルイス・ハミルトンら他のドライバーからも好意的な意見が寄せられている。
2005年に国際自動車連盟 (FIA) がF1ファンを対象に行ったアンケートでは、「好きなサーキット」の項目においてモンテカルロ市街地コース（モナコ）、スパ・フランコルシャン（ベルギー）、シルバーストン・サーキット（イギリス）、モンツァ・サーキット（イタリア）に次ぐ5番目、欧州以外ではトップの得票を得た。
2017年10月にはスパ・フランコルシャンと、2019年2月にはル・マン24時間耐久ロードレースを主催するフランス西部自動車クラブ (ACO) と友好協定を締結している。ル・マン24時間の看板と鈴鹿サーキットのロゴとスパ・フランコルシャンのロゴが一緒に描かれている看板があるのはそのためである。

#### 安全性
FIAはサーキットの安全基準を等級化しており、日本国内では鈴鹿と富士スピードウェイが最上級の「グレード1」に認定されている。アクシデント発生時のコースマーシャルの対応、メディカルスタッフの救護体制は整備されており、F1開催サーキットの中ではモナコと並んで世界一という高い評価を得てきた。
しかし、開業から60年を経る間に競技車両の走行速度が上昇したため、近年はコース幅やセーフティーゾーンの狭さが課題となっている。過去の改修工事ではトラックを内側にずらしてランオフエリアを拡張したり、2輪用のシケインを追加している。また、2輪・4輪両方での安全性を考慮し、舗装したエスケープゾーンの外周に砂利（グラベル）を敷く「ハーフ&ハーフ」という方式を採用している。それでも、コースレイアウトや立地条件から、これ以上の安全面のキャパシティ拡大には制限があるのが現状である。
なお、かつては国際モーターサイクリズム連盟 (FIM) のグレードA認定を取得していたが、2003年のMotoGP日本グランプリで起きた加藤大治郎の死亡事故によりコースの安全性が問題となったため、認定を取り消されている。

#### 天候の影響

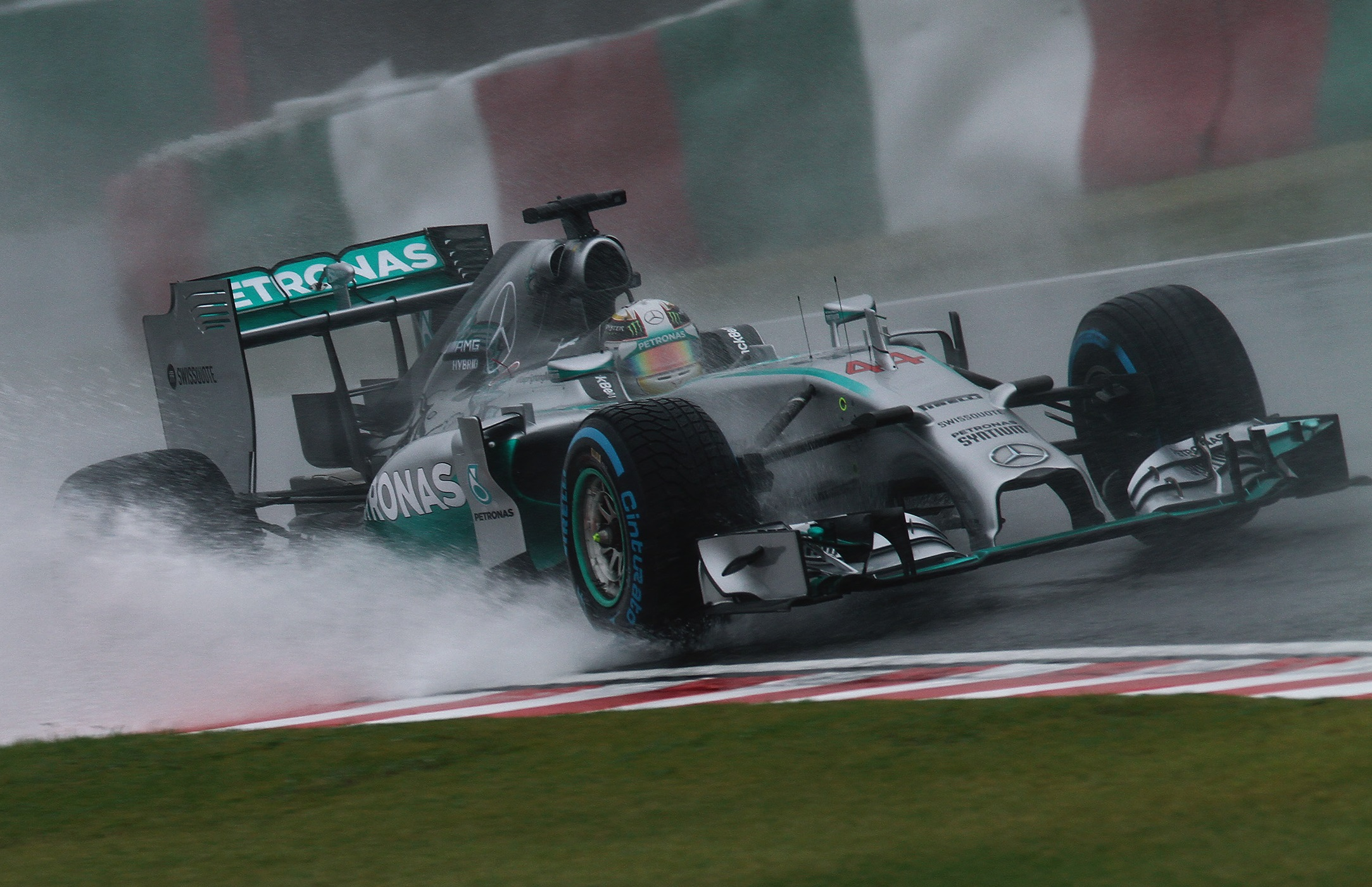
大雨の中で開催された2014年のF1日本グランプリ

サーキット西方の鈴鹿山脈より流れこむ雲が「通り雨」を降らし、レースに影響を及ぼすことがある。コースが東西に長いため、西側と東側で天気が異なることもある。また、サーキットのある伊勢平野は、北に養老山地、西に鈴鹿山脈・布引山地、東に伊勢湾があり、海と山にはさまれており、台風の進路になりやすい、そのため台風接近の影響でレースが中止または順延された事例がある。
- 1972年9月、フルコースで行われる予定だった全日本鈴鹿自動車レースは台風の影響で東コースのみで開催された。
- 1982年8月、鈴鹿8時間耐久ロードレースは台風の為6時間に短縮されて行われた。
- 1989年8月に開催予定だった鈴鹿1,000 kmレースは悪天候のため12月に順延され行われている。
- 2004年のF1日本グランプリでは台風22号がサーキット付近を通過する予報となっていたことからレーススケジュールを変更し、予選と決勝を同日に実施した。
- 2010年のF1日本グランプリにおいても、集中豪雨の影響でレーススケジュール変更を余儀なくされた。
- 2011年9月に開催予定だったフォーミュラ・ニッポン第5戦は、台風12号による豪雨の影響で中止となった。
- 2014年7月、鈴鹿8時間耐久ロードレースではスタート直前に降り出した雨の影響で大会史上初のスタートディレイ（遅延）となり、約1時間短縮されることとなった。
- 2014年のF1日本グランプリ決勝は台風18号接近に伴う大雨の影響で、セーフティカー先導スタート直後、雨脚が強くなり2周目に一度目の赤旗中断。再スタートしたのち40周目あたりからまた雨脚が強くなり、コースオフした車両回収中の重機の下に他車が追突。救助作業のためセーフティカーランを行った直後レース途中で打ち切られた。この事故で重機の下に追突したマシンを操縦していたジュール・ビアンキが死亡している。
- 2017年10月、全日本スーパーフォーミュラ選手権最終戦 第16回JAF鈴鹿グランプリ決勝は台風21号接近に伴う大雨の影響で中止が決定した。
- 2018年7月、鈴鹿8時間耐久ロードレースは台風12号の接近に伴い場内イベントの一部中止や土曜日のトップ10トライアルが上位10台による計時予選に変更になった。
- 2019年の8耐も台風6号の影響でサポートレースの4時間耐久は約2時間40分で赤旗中断、TOP10トライアルは中止となった。
- 2019年10月のF1日本グランプリは令和元年東日本台風（台風19号）の接近による影響を考慮し、土曜日は一部を除き閉園となり、予選は日曜日に決勝との同日開催となった[46]。
- 2024年のSUPER GTの第5戦は8月31日、9月1日の日程で開催される予定だったが、台風10号の影響により延期。代替日程は12月7日～8日。[47]

### レース・イベント

#### 開催中のレース・イベント
主なレース・イベントとしては3月のモータースポーツファン感謝デー、8月に2輪の鈴鹿8時間耐久ロードレースが開催されている。
F1日本グランプリは、1995年以前と1998年・1999年は10月下旬 - 11月上旬、1996年・1997年と2000年以降は9月下旬 - 10月上旬と、いずれにせよ秋開催で定着していたが、2024年から3月下旬 - 4月上旬の春開催に変更された。
全日本スーパーフォーミュラ選手権と全日本ロードレース選手権は、4月に鈴鹿2&4レース（同時開催）と、それぞれの統括団体の名を冠した「JAF鈴鹿グランプリ」・「MFJグランプリ」が最終戦として10月下旬から11月上旬に開催されるのが恒例となっている。
2018年から鈴鹿1000 kmから継承したFIA-GT3車両の世界統一戦である「サマーエンデュランス 鈴鹿10時間耐久レース」が8月に開催され、この開催に伴い鈴鹿1000 kmを2006年からシリーズの1戦としてきたSUPER GTの鈴鹿ラウンドが5月に開催される。
2019年からモータースポーツファン感謝デーは、トヨタ自動車 (TOYOTA GAZOO Racing)、本田技研工業、鈴鹿サーキットの3社共催で「モースポフェス SUZUKA ～ モータースポーツファン感謝デー」として行われた。
2022年は、2月にモビリティリゾートもてぎで通常前年11月に行われている「Honda Racing THANKS DAY」を鈴鹿で初開催、3月のモータースポーツファン感謝デーは開場60周年記念事業のキックオフイベント「鈴鹿サーキット60周年ファン感謝デー」として行われる。新型コロナウイルス感染症の流行の影響が続いていることから鈴鹿10時間耐久レースが2022年も開催されず、同様に国外での開催を断念したSUPER GTを代替とした長距離レースの開催が8月に予定されている。
その他にスーパー耐久、ポルシェ・カレラカップ、Ene-1 Challenge、アジアロードレース選手権など多くの2輪や4輪レースが開催されている。モータースポーツ以外には2輪車安全運転全国大会、自転車のシマノ鈴鹿ロードレース、鈴鹿シティマラソンなども催されている。また、三重県内の高等学校では冬季のマラソン大会をレーシングコースまたは東コースで実施するところもある。

#### 新型コロナウイルス感染症（COVID-19）による影響
2020年は当初、東京オリンピック関連行事として4月8日に聖火リレーがレーシングコース内で行われ、また鈴鹿8耐は例年の7月最終週開催から変更し、2020年7月19日が決勝日となる予定だったが、聖火リレーはオリンピック順延に伴い中止。鈴鹿8耐は新型コロナウイルス感染症の拡大防止対策の一環で10月30日から11月1日に順延し、当初併催予定の4時間耐久レースと、10月31日・11月1日に開催される予定だった「第52回 MFJグランプリ スーパーバイクレースin鈴鹿」が中止すると発表されていた。
8月12日「現段階で海外からの渡航に関する規制解除の見通しが立っておらず海外チームの入国が難しい」として鈴鹿8時間耐久は開催中止すると発表した。また8月25日、中止とされていたMFJグランプリを10月30日から11月1日に開催すると発表した。
そのほか、レースカテゴリごとの影響・暫定スケジュールについては#モータースポーツを参照

#### 過去に開催されたレース・イベント

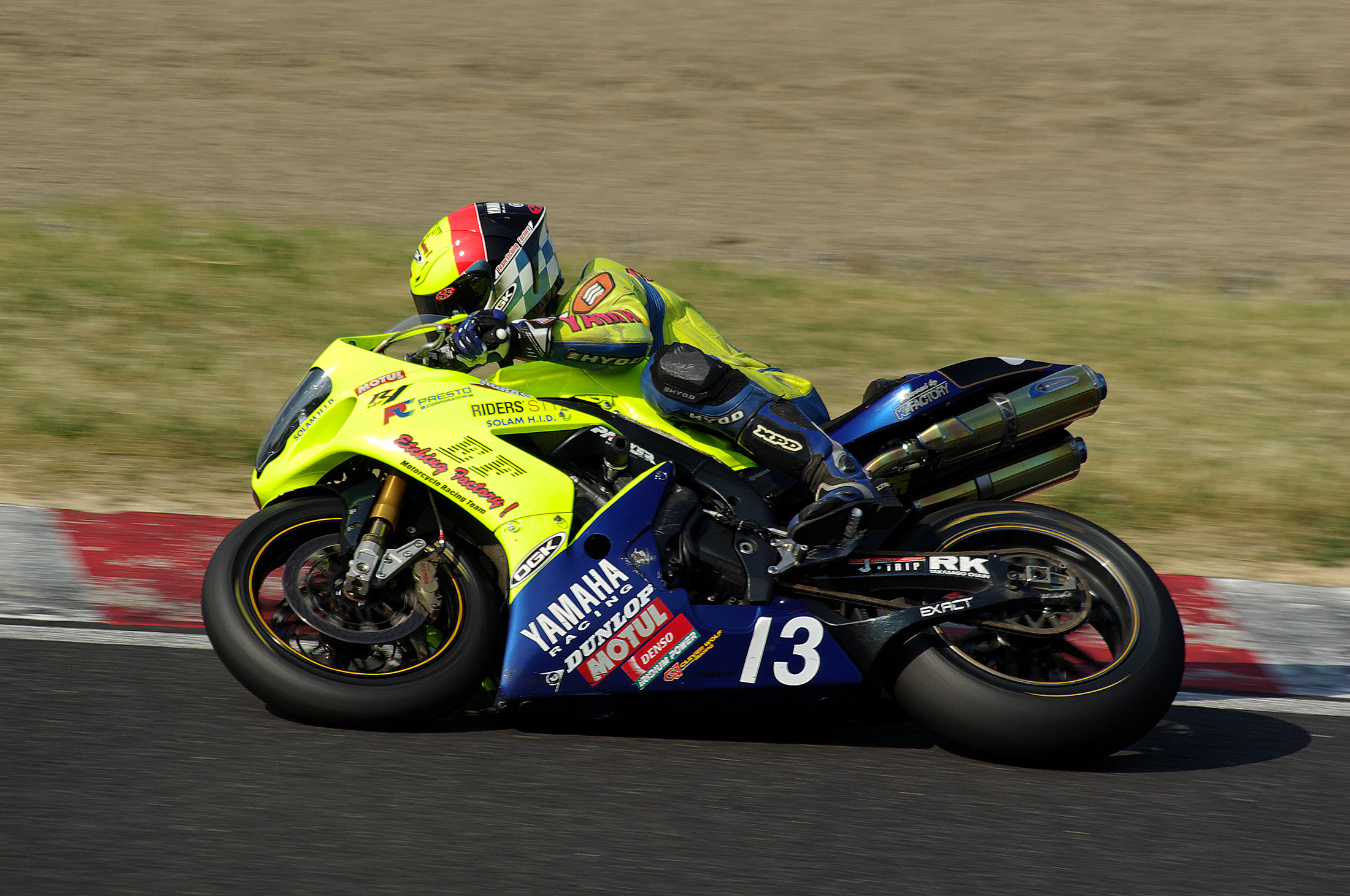
鈴鹿300 km耐久ロードレース、公式予選 2010年6月12日、チーム・エッチングファクトリー

- ロードレース世界選手権（旧：WGP、現：MotoGP）日本グランプリ：1963 - 1965年、1987 - 1998年、2000 - 2003年に開催。2004年以降はツインリンクもてぎで開催。
- スポーツカー世界選手権：富士で開催されていたWEC-JAPANを引継ぎ、1989年 - 1992年に開催。
- NASCARサンダースペシャル：1996年、1997年。東コースで開催。
- 鈴鹿1000km：1966年 - 2017年。※2006年 - 2017年はSUPER GTの1戦として開催。
  - FIA-GT選手権：1997年 - 1998年（鈴鹿1000 km）。
- モトクロス世界選手権日本グランプリ：かつてあった国際モトクロスコース（現在のオートキャンプ場）で1991年 - 1995年に開催。
- CIK-FIA世界カート選手権
- 世界ツーリングカー選手権 (WTCC) 日本ラウンド：2015年からツインリンクもてぎで開催。世界ツーリングカー・カップ (WTCR) と改められた2018年からスーパーフォーミュラ最終戦と同日開催していたが[60]、2020年は行われない模様[61]。
- D1グランプリ：2006 - 2016

2006年から2011年までは、ダンロップコーナーからs字コーナーまでを使用していた。
2012年からはメインストレートからの第一、第二コーナーまでの区間となっていた。
- ソーラーカーレース鈴鹿：1992年 - 2021年。

富士スピードウェイが日本GP（1960年代）や富士グランチャンピオンレース（富士GC）などのスポーツカーレース路線をとっていたのに対し、鈴鹿は長距離耐久レースやフォーミュラカーレースの開催を打ち出していた。国内のF2レースでは、全日本F2選手権とは別に鈴鹿でのレースを対象とした「鈴鹿F2選手権」が制定されていた。

### コースレコード
4輪では2025年F1日本GPでマックス・フェルスタッペン（レッドブル）が記録した1分26秒983（ラップレコードは、同GPでアンドレア・キミ・アントネッリ（メルセデス）が記録した1分30秒965）。2輪では2019年の鈴鹿2&4レース予選で高橋巧（ホンダ）が記録した2分03秒874。その他のカテゴリの記録は鈴鹿サーキット公式ホームページに掲載されている。

### コース改修

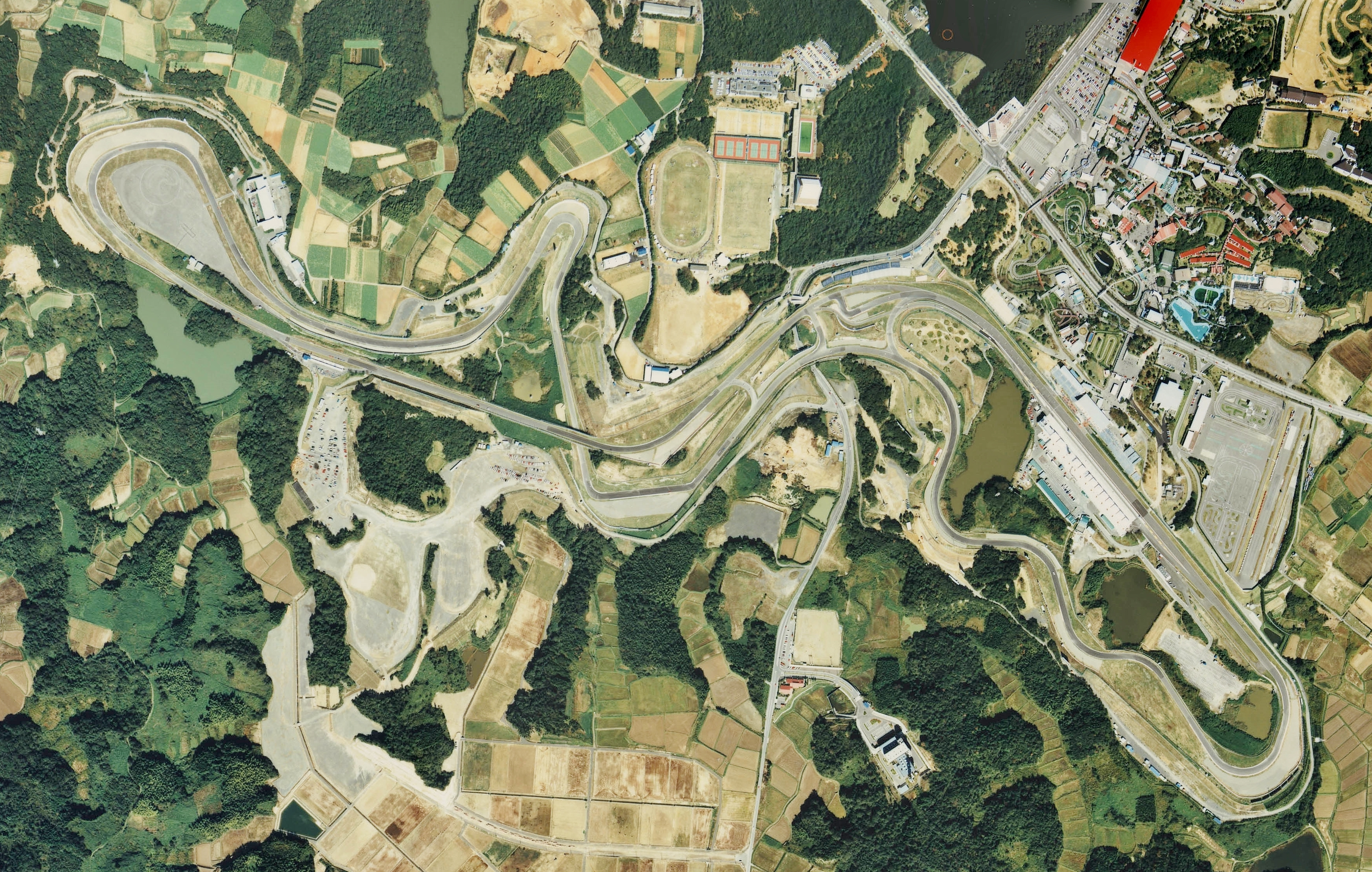
鈴鹿サーキット付近の空中写真。
。1987年撮影の2枚を合成作成。

初期のコース全長は6.00415 kmで、1966年にはFIA国際トラックライセンスが下りた。1983年 - 1987年にかけて安全性確保、F1開催への基準クリアのために段階的にコースレイアウトやランオフエリアの改修が行われ、その後も継続的に改修が行われている。

#### 開業から1990年代まで
- 1976年 - メインストレートとピットレーンをピットウォールで分離。
- 1983年 - コース全長：6.03335 km[66]
  - 最終コーナーにシケインを設置し、最終コーナーとメインストレートのスピードが落とされた[66][35]。
- 1984年 - コース全長：5.94315 km[66]
  - スプーンカーブをやや内側に移動[66]し、アウト側に広いランオフエリアを確保した[67]。
- 1985年 - コース全長：5.91198 km[66]
  - 第1コーナーをやや手前に移し、アウト側のランオフエリアを拡大した[66][67]。この際、第1コーナーから第3コーナーまでの100R、70R、60Rの3つの複合コーナーを、100Rと60Rの2つのコーナーを短い直線で繋ぐ形へ改めた[66][67]。
- 1987年 - コース全長：5.85943 km[66]
  - 1月 - ピット・コントロールタワーを大改修[66]。コントロールタワーを建て直し、走行レーンや作業エリアを拡大した[66]。ほかにも、医務室やヘリポートを新設し、ヘアピン立ち上がりにあった西コースコントロールタワーをバックストレートへ移設した[66]。
  - 7月 - デグナーカーブを改修し、80Rの深く旋回する1つのコーナーから、15Rと25Rの2つのコーナーを137 mの直線で繋いだ形状へと変更した[66]。また、視界確保のためデグナー内側の丘が削られた。
- 1991年 - 全長：5.86403 km[68]
  - シケインを最終コーナー寄りに30 m、ピットロード入口を130R寄りに70 m移動[68][67]。このレイアウトは2000年まで10年間にわたり使用されたが、初年度の1991年にゲルハルト・ベルガーがF1で記録した1分34秒700のポールポジションタイムは、最後まで破られることは無かった。

#### 2000年代
- 2001年 - 全長：5.85913 km[68]
  - S字コーナーの一部をやや内側に移設し、アウト側のランオフエリアを拡大した[68][67]。
- 2002年 - 全長：5.821 km
  - 逆バンクからダンロップカーブにかけての区間を内側に寄せ、ランオフエリアを拡大した[68][67]。
- 2003年 - 全長：5.807 km（4輪）[68]、5.821 km[68]（2輪）
  - 3月 - 130Rを85Rと340Rの複合コーナーに変更[68][34]。アウト側ランオフエリアを拡大し、一部アスファルト舗装にした[34]。シケインは入口を65 m手前に移してやや緩やかな形状とし、最終コーナー側に2輪専用のダブルシケインを設置した[34]。
  - 6月 - 加藤大治郎の死亡事故など2輪レースでシケインでの事故が相次いだため、ダブルシケインをやめ、4輪と2輪でシケインを分離した。2輪用は4輪用より約65 m[67]奥にあり、曲率は4輪よりきつくなっている。
- 2004年 - コース全長：5.821 km（2輪）
  - ランオフエリアが狭い200Rへの進入速度を抑制するため、2輪専用のシケインを設置した[67]。これ以降コースレイアウトは変更されていない。

#### 2007年 - 2009年の大改修

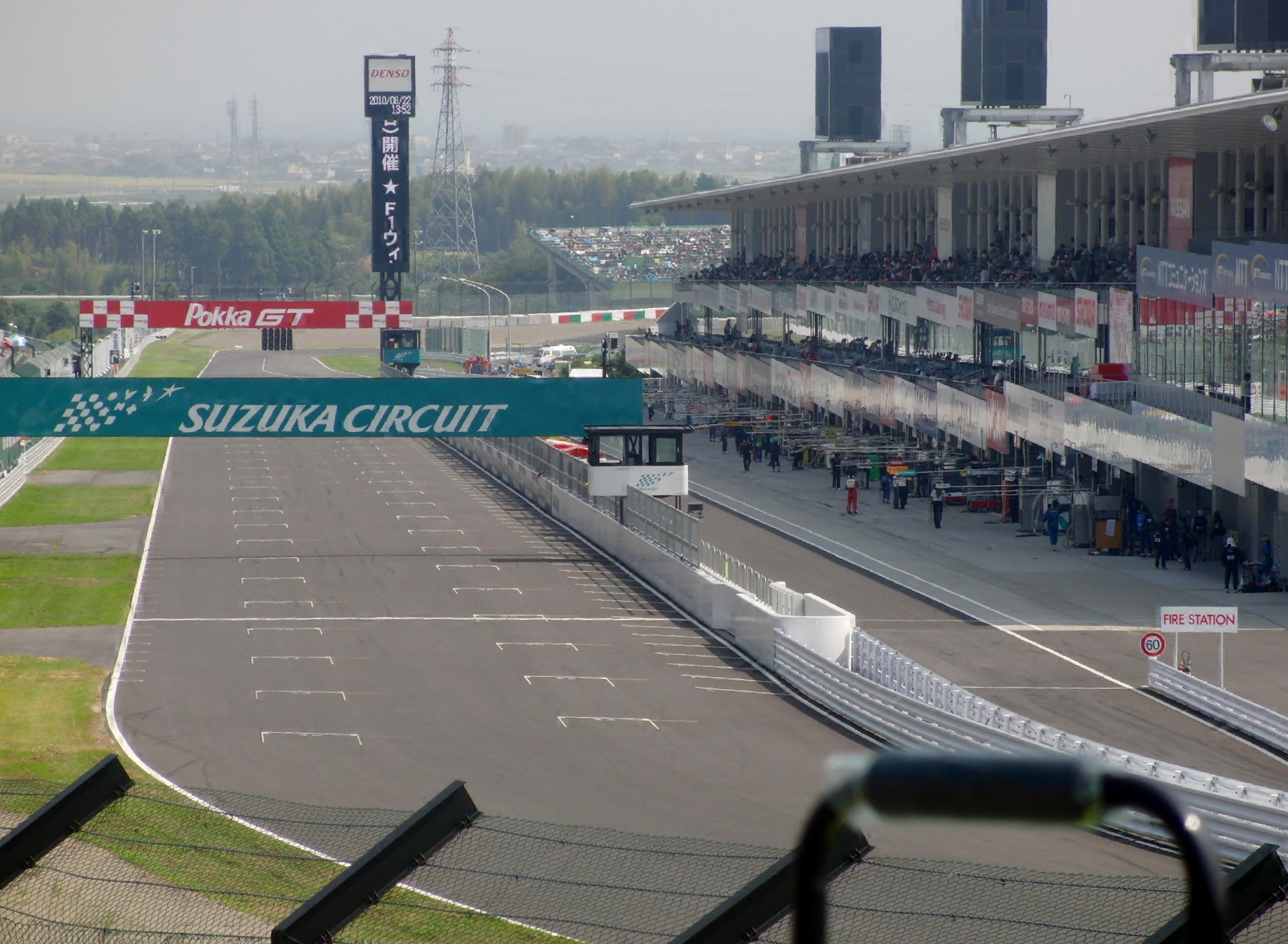
新ピットビル（右側）

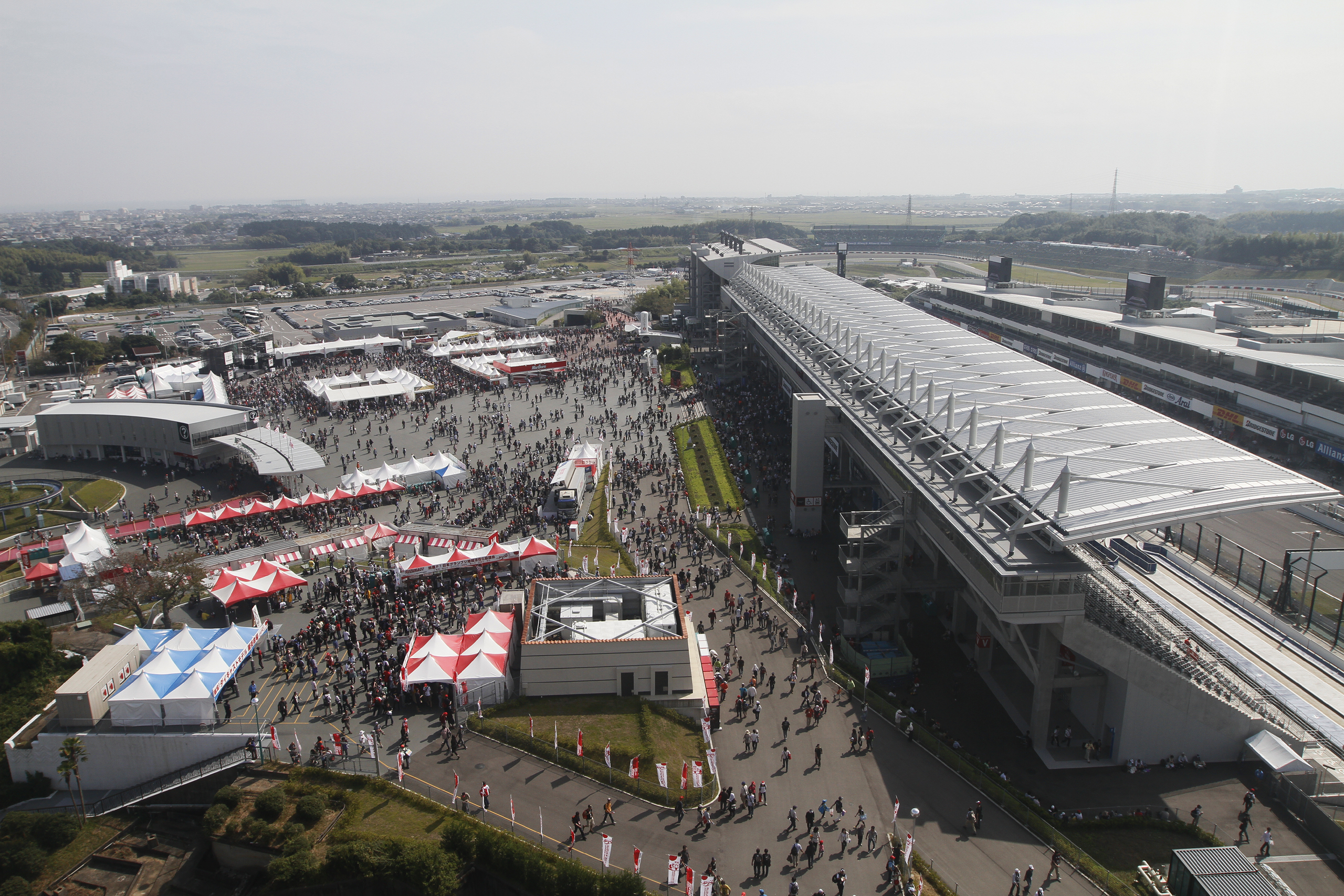
グランドスタンドと観客エリア

開設から40年以上が経過し、新設サーキットに比べてコース幅やランオフエリアが狭くなった。また、改修されて20年以上が経過したピットエリアやその上のメディアセンターなどの施設の老朽化などもFIAから指摘され、ピットとパドックエリアの拡充やモーターホーム施設の強化、コンピュータ機器の更新などが要求された。特にコース上の安全確保は緊急の課題であり、敷地の問題から東コースの改修は手付かずとなっていたが、F1再開催に向けて2007年から改修工事が行われた。
- 工事期間
  - 2007年11月 - 2008年5月：パドック拡張の準備工事
    - 場内にあった山田池の埋立て[69]

  - 2008年09月 - 2009年3月：東コースエリアを中心とする大規模改修
    - 旧ピットビルの取り壊しと新ピットビルの建設、観戦エリア整備、サービスロードの整備などの改修工事

  - 2009年10月 - 2010年3月：西コース観戦エリア整備
    - この工事計画は中止され、2008年 - 2009年の工事の中で一部工事内容を見直し前倒しされることになった
- 主な改修計画
  - グランドスタンドの改修・増設[70]
  - 各観戦エリアの環境・快適性向上[71]
  - ピットビルの新築[72]
  - チームオフィス新設[73]
  - パドック拡張[73]
  - ランオフエリア拡幅[74]
  - サービスロードの設置[74]

#### 2009年の大改修以降
- 2012年 - 西コース（ダンロップコーナー〜シケイン）の路面再舗装[75]。
- 2014年 - シケインの入り口60メートルの路面再舗装[76]。
- 2017年 - 1 - 2コーナーの縁石を改修[67][77]。人工芝部分を撤去しアスファルト化[67][77]。縁石部分も幅を拡大。
- 2018年
  - 2月 - スプーンカーブの縁石にも1 - 2コーナー同様の改修を実施[67]。
  - 6月 - F1アブダビグランプリやル・マン24時間レースでも採用されているLEDライトパネル・インフォメーションパネル（デジフラッグ）を導入[78]。
- 2019年 - 130Rの縁石も1 - 2コーナー同様の改修を実施[67]。
- 2020年
  - 1月 - デグナーカーブの中間にある縁石を同様に改修。またカーブ1つ目100メートル手前から2つ目まで再舗装。
  - 5月 - 110R左側のグラベルエリアの拡大。2輪ピットレーン入り口の人工芝を撤去し、アスファルト舗装化。
- 2022年 - 南コース改修工事
  - 工事期間
    - 1月4日 - 3月22日

  - 工事内容
    - コース全面の再舗装
    - カーブストーンの補修
    - 排水設備更新
    - コースライン塗装
    - トイレのシャワートイレ化
- 2024年 - ピットビル3階の「ホスピタリティテラス」の一部を居室化し、ピットビル2階の「ホスピタリティラウンジ」同等の観戦環境の「ホスピタリティルーム」を設置する。工事期間は9月4日から2025年2月17日までの計画[79]。
- 2025年 - 1月6日から2月13日にかけて東コース路面張替えを実施[80]。また12月22日から2026年2月14日までで西コース路面張替えを予定[81]。

## 遊園地、リゾート施設、交通教育センターなど

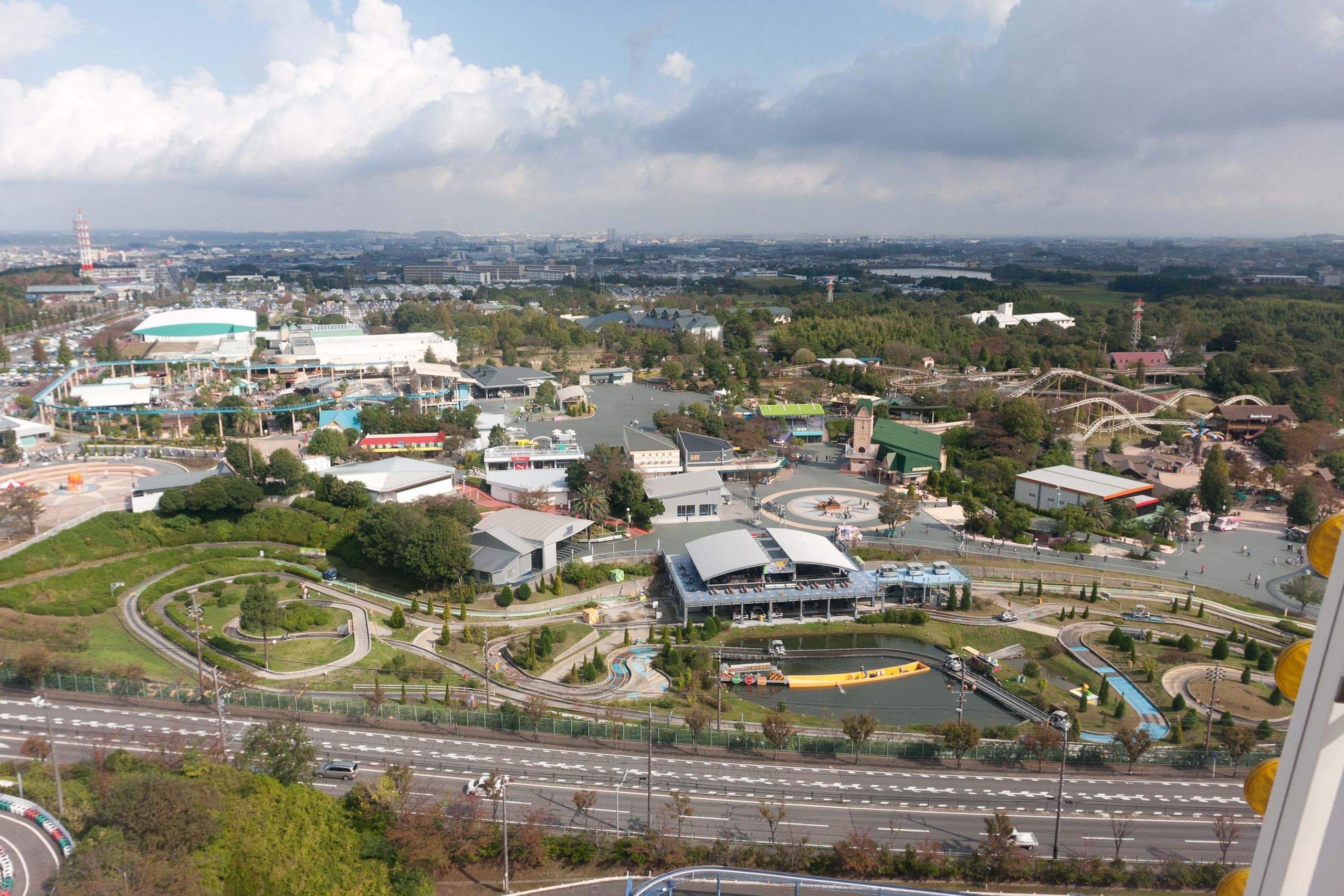
鈴鹿サーキットパーク

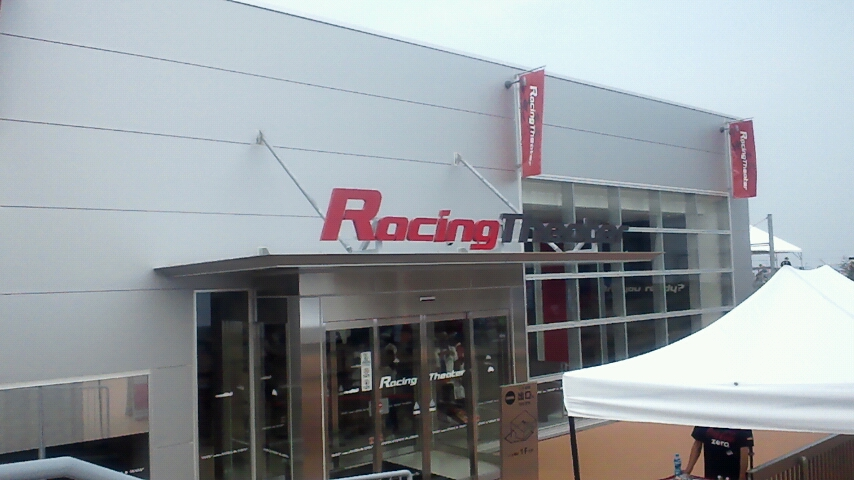
レーシングシアター

レーシングコースを中心に、遊園地「鈴鹿サーキットパーク」、鈴鹿サーキットホテル、レストラン「THE DINING」、ファミリーキャンプ場などがあり、大型レジャーランドを形成している。サーキットと隣接してホテルがあるために、選手やチーム関係者の宿泊先からサーキット内への移動が容易である。また修学旅行の宿泊地としても歴史がある。
以前はゴルフ練習場や、スノーボードゲレンデ、テニスコートなどもあった。
さらに、交通マナーの向上やドライビングテクニック向上を目的とした「交通教育センター」が設置されており、ホンダ製の自動車やオートバイを利用して自動車やオートバイの運転技術指導を行っている。二輪免許取得教習も行っていたが、2009年3月末日で入校申込を終了している。
- 2012年7月7日には鈴鹿サーキット開場50周年を記念して場内のGPフィールドにてフォーミュラーカー、オートバイの運転をシミュレーションで体験できる新アトラクション「レーシングシアター」がオープンした。
- 2015年9月28日に、サーキットカートの営業を11月15日に終了し、2016年3月19日からレーシングドライバーの佐藤琢磨をプロジェクトアドバイザーに迎え開発した「サーキットチャレンジャー」と命名された新アトラクションがデビュー[82]。
- 2017年5月2日、ツイッター[83]で新アトラクションについてティザーサイトを公開。6月26日16時情報公開し『世界初！自分で操縦できるレーシングコースター DUEL GP（デュエル ジーピー）』と発表。2018年3月3日デビューした。
- 2019年はピピラのモトフィールドを中心にバイクアトラクションのリニューアルを実施。3月21日に「ピンキーバイクプラス」「キッズバイクトレーニング」をリニューアルし、モトクロスEVバイクで走る「アクロバイク」と、GPフィールドにはレーサーEVバイクで走る「モトファイター」を新設[84]。
- 2020年3月1日、GPフィールドに日本初のバイク型コースター「GP RACERS」とカートアトラクション「KART ATTACKER」の2つがオープンした[85]。
- 2020年11月23日をもって「フライングシップ」が35年間の営業を終了[86]、2021年2月28日にはボウリング場「サーキットボウル」が営業を終了した[87][88]。また2021年3月1日から設備点検のため臨時休業していた「天然温泉クア・ガーデン」は、老朽箇所が確認され、今後の維持管理が困難であるとの判断から、営業を終了した[89]。
- 2022年3月1日、モートピアは『鈴鹿サーキットパーク』に名称変更された[21]。
- 2021年に営業終了した「天然温泉クア・ガーデン」の代替施設として、宿泊ゲスト専用の天然温泉施設「THE SPA」が2023年3月18日にオープン[90]。
- 2012年7月にオープンした「レーシングシアター」をリニューアルし、2024年4月5日(金)に「Honda RACING Gallery」をオープン[91]。

## アクセス

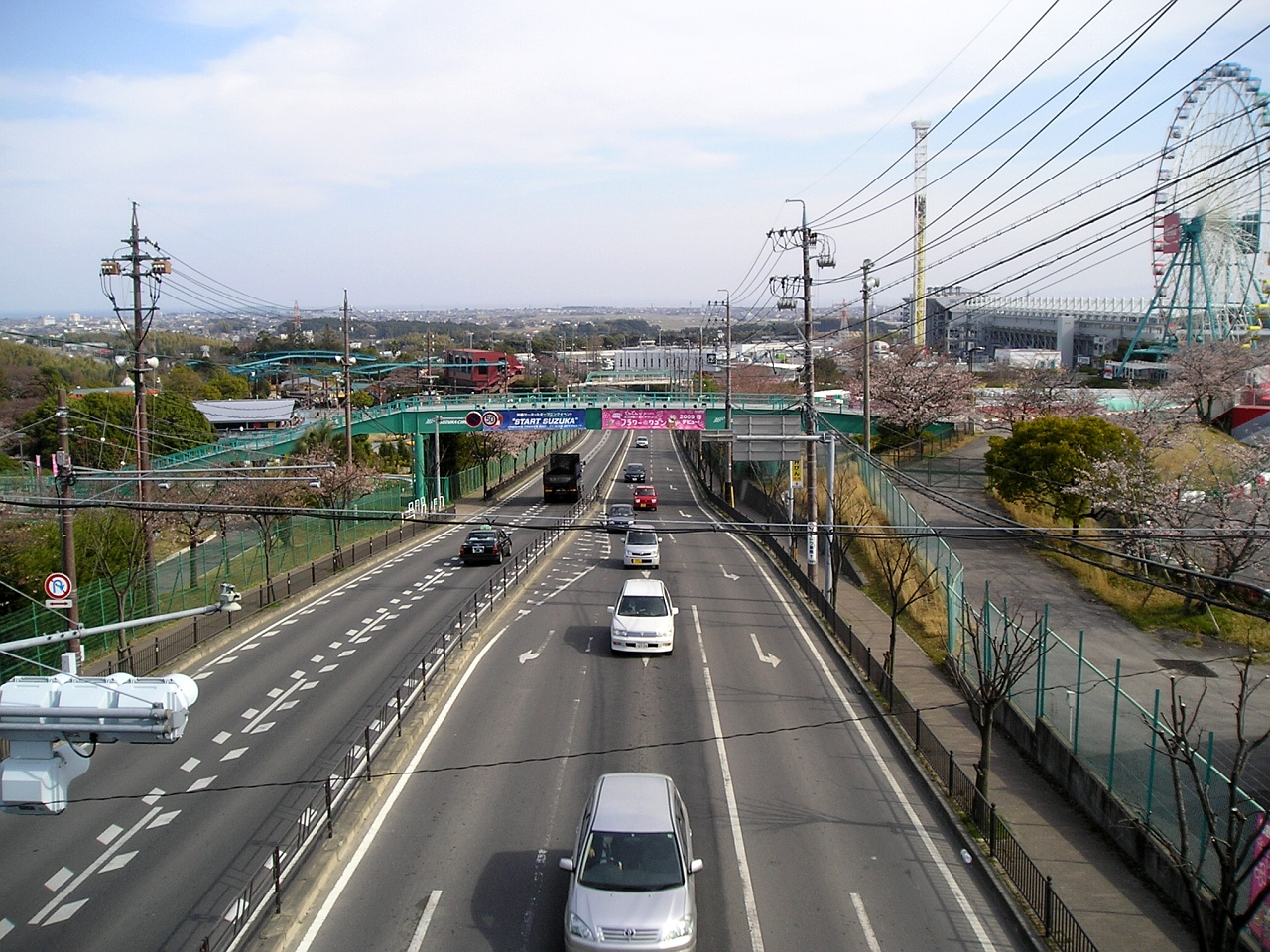
園内を貫く市道「サーキット道路」（国道23号方面を望む）

もとより4km程度で東海道（国道1号）と伊勢街道（国道23号）に至る好立地であるが、開場後に両者を結ぶような「サーキット道路」と国道23号中勢バイパスが整備され、交通アクセス手段は充実している。
2009年、国・三重県・鈴鹿市並びに周辺市町、観光・経済・交通等の関係団体が共同で「鈴鹿F1日本グランプリ地域活性化協議会」を設立。F1開催の時は白子駅からのシャトルバスが中勢バイパス建設現場をバス専用ルートとして運行し、2006年のF1開催時に比べ所要時間が半分に短縮された。2014年に開通した後も同区間を通行止めにして運用されている。
2019年3月、新名神高速道路の三重県内区間が開通。鈴鹿パーキングエリアにスマートインターチェンジが設置され、新たなアクセスルートとして期待されている。

### 道路
- 名古屋・東京方面から
  - 東名阪自動車道鈴鹿ICより約20分
  - 伊勢湾岸自動車道みえ川越ICより国道23号を利用して約45分
- 大阪北部・京都方面から（新名神高速道路を利用する場合）
  - 鈴鹿PAスマートICより約30分
  - 亀山JCTから東名阪道を経由して鈴鹿ICで降りるか、亀山ICもしくは亀山PAスマートICより国道1号を利用して約30分
- 大阪南部・奈良方面から（名阪国道を利用する場合）
  - 亀山ICより国道1号を利用するか、関ICより三重県道144号鈴鹿関線を利用して約30分

### 鉄道・バス
周辺に2社3路線が通る。ビッグレース開催時は臨時列車や直通シャトルバスの運行がある。
- 近鉄名古屋線白子駅下車
  - 三重交通路線バス約20分
  - タクシー約15分
  - 徒歩約65分
- 近鉄鈴鹿線平田町駅下車
  - タクシー約15分
  - 徒歩約40分
- 伊勢鉄道伊勢線鈴鹿サーキット稲生駅下車
  - 徒歩約30分

### ヘリコプター
1980年代後半から1990年代前半にかけて、F1の開催期間におけるサーキットから白子駅への渋滞を避けることを目的に、安全センター内の臨時ヘリポートから白子駅近くの臨時ヘリポートを結ぶヘリコプター便が運航されていた。
現在もF1グランプリの開催時に、名古屋空港や中部国際空港とサーキット間のヘリコプターによるチャーター便の運航を行っている。

## 宿泊
上記のように、サーキット敷地内に隣接して「鈴鹿サーキットホテル」が設けられている。パドックエリアからロビーまで徒歩で10分から15分程度であり、選手やチーム関係者の移動が容易である。
また、近鉄名古屋線白子駅周辺や、近鉄鈴鹿線平田町駅周辺にもビジネスホテルが多数ある。近鉄四日市駅/JR四日市駅や津駅周辺にもシティホテルやビジネスホテルが多数あり、大規模レースの開催時に利用されることも多い。

## 情報発信
F1日本グランプリではミニFMPit-FMを周波数86.0 MHzと87.5 MHz (英語放送) で実施し、実況を行っている。
また2015年から一部レースでコミュニティ放送局のSuzuka Voice FMとYouTubeで場内実況の生配信が行われる。

## 山田池
かつてF1開催時には、コースアウトしたマシン及びドライバーが万が一山田池に突入した際の対処として潜水士がセッション中に待機していた。
また、山田池で繁殖していたと思われるカメがコース内に侵入してレーシングカーに轢かれるアクシデントが度々起きていたが、同池の埋め立てによりこのようなアクシデントはなくなった。